# Lịch sử quan hệ hai bờ eo biển Đài Loan
| Eo biển · Đài Loan          |           |                                                             |                       |
| Tây eo biển                 | Thời gian | Sự kiện hai bờ                                              | Đông eo biển          |
| Nhà Nguyên                  | 1281      | Thiết lập Bành Hồ trại tuần kiểm ty                         | Đài Loan thời tiền sử |
| Nhà Nguyên                  | 1349      | Uông Đại Uyên viết Đảo Di chí lược                          | Đài Loan thời tiền sử |
| Nhà Minh                    | 1603      | Trần Đệ viết Đông Phiên ký                                  | Đài Loan thời tiền sử |
| Nhà Minh                    | 1624      | trận Bành Hồ                                                | Hà Lan                |
| Nhà Minh                    | 1633      | trận Liệu La                                                | Hà Lan                |
| Nam Minh                    | 1661      | Chiến tranh Trịnh-Hà Lan                                    | Minh Trịnh            |
| Nhà Thanh                   | 1683      | Hải chiến Bành Hồ                                           | Minh Trịnh            |
| Nhà Thanh                   | 1684      | Thiết lập phủ Đài Loan                                      | Nhà Thanh             |
| Nhà Thanh                   | 1731      | Sự kiện Đại Giáp Tây Xã kháng Thanh                         | Nhà Thanh             |
| Nhà Thanh                   | 1885      | Thành lập tỉnh Đài Loan                                     | Nhà Thanh             |
| Nhà Thanh                   | 1895      | Điều ước Mã Quan                                            | Nhật Bản              |
| Nhà Thanh                   | 1900      | Sự kiện Hạ Môn                                              | Nhật Bản              |
| Trung Hoa Dân Quốc          | 1943      | Tuyên bố Cairo                                              | Nhật Bản              |
| Trung Hoa Dân Quốc          | 1945      | Tiếp quản Đài Loan                                          | Trung Hoa Dân Quốc    |
| Trung Hoa Dân Quốc          | 1947      | Sự kiện 28 tháng 2                                          | Trung Hoa Dân Quốc    |
| Cộng hoà Nhân dân Trung Hoa | 1949      | Hai bờ chia cắt                                             | Trung Hoa Dân Quốc    |
| Cộng hoà Nhân dân Trung Hoa | 1979      | Hai bờ đình chiến                                           | Trung Hoa Dân Quốc    |
| Cộng hoà Nhân dân Trung Hoa | 1987      | Bắt đầu hai bờ thăm thân                                    | Trung Hoa Dân Quốc    |
| Cộng hoà Nhân dân Trung Hoa | 1993      | Hội đàm Uông Đạo Hàm - Cô Chấn Phủ                          | Trung Hoa Dân Quốc    |
| Cộng hoà Nhân dân Trung Hoa | 1996      | Nguy cơ tên lửa eo biển Đài Loan                            | Trung Hoa Dân Quốc    |
| Cộng hoà Nhân dân Trung Hoa | 2001      | Hai bờ tiến hành "tiểu tam thông"                           | Trung Hoa Dân Quốc    |
| Cộng hoà Nhân dân Trung Hoa | 2010      | Hai bờ ký kết ECFA                                          | Trung Hoa Dân Quốc    |
| Cộng hoà Nhân dân Trung Hoa | 2014      | Tranh luận hiệp định mậu dịch và phong trào hoa Hướng Dương | Trung Hoa Dân Quốc    |
| Cộng hoà Nhân dân Trung Hoa | 2015      | Gặp mặt nhà lãnh đạo hai bờ                                 | Trung Hoa Dân Quốc    |

Lịch sử quan hệ hai bờ eo biển Đài Loan giới thiệu thay đổi về lịch sử quan hệ giữa hai bờ eo biển từ xưa đến nay. Các ghi chép sớm nhất trong lịch sử Trung Quốc được cho là liên quan đến Đài Loan là Di Châu trong "Tam quốc chí" hay Lưu Cầu trong "Tùy thư". Vào thời Tống-Nguyên, hai bờ eo biển đã có mậu dịch qua lại, đến năm 1281 Hốt Tất Liệt thiết lập Bành Hồ trại tuần kiểm ty, bắt đầu thực thi quản lý hành chính đối với quần đảo Bành Hồ. Năm 1349, Uông Đại Uyên viết trong "Đảo Di chí lược" rằng Bành Hồ thuộc huyện Tấn Giang, còn Lưu Cầu là một trong các quốc gia hải ngoại. Trần Đệ thời Minh có miêu tả trong "Đông Phiên ký" về thổ dân khu vực tây nam của Đài Loan. Từ thế kỷ 17 đến đầu thế kỷ 20, quan hệ hai bờ eo biển Đài Loan chịu ảnh hưởng từ người Hà Lan, Tây Ban Nha, Hán, Mãn, Nhật Bản; Trung Quốc đại lục và Đài Loan có khi thống nhất hoặc chia cắt, đến năm 1945 Trung Hoa Dân Quốc tiếp quản Đài Loan.
Sau Chiến tranh thế giới lần thứ hai, quan hệ hai bờ phát triển theo tình hình trong nước và quốc tế. Trong Quốc-Cộng nội chiến lần thứ hai, Quốc dân đảng bị Cộng sản đảng đánh bại. Năm 1949, nước Cộng hoà Nhân dân Trung Hoa thành lập, và từng bước kiểm soát toàn bộ Trung Quốc đại lục. Chính phủ Trung Hoa Dân Quốc thoái lui đến khu vực Đài Loan, hai bờ eo biển bắt đầu đối đầu về quân sự, đồng thời nhiều lần xảy ra xung đột vũ trang. Năm 1971, nước Cộng hoà Nhân dân Trung Hoa thay thế vị trí của Trung Hoa Dân Quốc tại Liên Hợp Quốc, không gian ngoại giao của Trung Hoa Dân Quốc bị thu hẹp. Đến năm 1979, nước Cộng hoà Nhân dân Trung Hoa và Hoa Kỳ thiết lập quan hệ ngoại giao, phía Đại lục đơn phương tuyên bố đình chiến. Năm 1987, Trung Hoa Dân Quốc bắt đầu cho thăm thân hai bờ, sau đó quan hệ hai bờ hoà hoãn một thời gian. Tuy nhiên, sau khi Tổng thống Lý Đăng Huy sang thăm Hoa Kỳ, quan hệ hai bờ lại theo hướng căng thẳng. Sang thế kỷ 21, quan hệ kinh tế hai bờ đã tương đối mật thiết. Sau khi Quốc dân đảng lên nắm quyền tại Đài Loan vào năm 2008, quan hệ hai bờ có xu thế hoà hoãn, nhà lãnh đạo hai bên gặp mặt tại Singapore vào năm 2015, được cho là một đột phá lớn trong lịch sử quan hệ hai bờ. Tuy nhiên, sau khi Thái Anh Văn lên nắm quyền vào năm 2016, quan hệ hai bờ lại theo xu hướng căng thẳng.
Không có sự công nhận đối với thời gian bắt đầu hoặc phân kỳ lịch sử quan hệ hai bờ eo biển. Trương Xuân Anh của Đại học Kinh tế và Luật Trung Nam phân thành bốn giai đoạn: Giai đoạn thứ nhất là từ thời tiền sử đến thế kỷ 17; giai đoạn hai là khi Hà Lan-Tây Ban Nha, Minh Trịnh, nhà Thanh và Nhật Bản thống trị Đài Loan và khi Trung Hoa Dân Quốc tiếp quản đảo; giai đoạn ba là sau khi chính phủ trung ương Trung Hoa Dân Quốc thoái lui đến Đài Loan, hình thành thế đối đầu giữa hai bờ eo biển; giai đoạn bốn là từ thập niên 1980 đến nay, hai bờ kết thúc đối đầu quân sự, phát triển quan hệ hoà hoãn. Thiệu Tông Hải từ Đại học Văn hoá Trung Hoa thì phân quan hệ hai bờ sau năm 1949 thành năm thời kỳ là đối đầu quân sự, tranh chấp chính thống, hoà hoãn giao lưu, đối lập nhận thức, hiệp thương ưu đãi lẫn nhau.

## Cổ đại

### Thời kỳ Tam Quốc
Sách sử "Tam quốc chí-Ngô chí" có viết rằng vào tháng 1 năm Hoàng Long thứ hai (230), nước Ngô từng phái Tướng quân Vệ Ôn, Gia Cát Trực đem vạn tướng sĩ xuất phát từ Chương An thuộc quận Lâm Hải, vượt biển tìm kiếm Di Châu, có vài nghìn người đổ bộ lên Di Châu rồi trở về. Ngoài ra, Thái thú Đan Dương của nước Ngô là Thẩm Oánh viết trong "Lâm Hải thủy thổ chí" rằng Di Châu nằm cách quận Lâm Hải hai nghìn dặm về phía đông nam, "đất đai không có sương giá và tuyết, cây cỏ không chết; bốn mặt là núi, đám rợ núi sống ở đó". Có học giả nhận định Di Châu (夷洲 hoặc 夷州) chính là chỉ Đài Loan, song vẫn tồn tại tranh luận.

### Thời kỳ Tuỳ-Đường
"Tuỳ thư - Lưu cầu truyện" viết rằng Lưu Cầu quốc nằm trên hải đảo, về phía đông của quận Kiến An, đi thuyền 5 ngày là có thể đến . Trong đó còn ghi về việc Tuỳ Dạng Đế phái quân tiến đánh Lưu Cầu, tổng cộng có ba lần. Lần thứ nhất là vào năm 607, do bất đồng ngôn ngữ, do vậy chỉ "bắt một người rồi về". Năm sau, Chu Khoan lần thứ hai tiến đánh, song cũng chỉ "lấy giáp vải của chúng rồi về". Lần thứ ba là vào năm 610, do Trần Lăng và Trương Trấn Châu lĩnh quân, "bắt vài nghìn nam nữ của chúng" rồi về. Có học giả nhận định Lưu Cầu Quốc ghi trong "Tuỳ thư" chính là Đài Loan hiện nay, song có học giả nhận định Lưu Cầu Quốc là chỉ quần đảo Lưu Cầu.
Thời kỳ Khai Nguyên (713-741) của nhà Đường, có người là Lâm Loan từ Đông Thạch, Tuyền Châu, Phúc Kiến đến Đài Loan định cư, là người họ Lâm đầu tiên đến Đài Loan. Đến thời Đường Hiến Tông (805-820), có tiến sĩ người Chiết Giang là Thi Kiên Ngô đưa gia tộc di cư đến Bành Hồ. Lâm Kỳ Tuyền từ Đại học Hạ Môn nhận định trước thời Đường, không có nhiều người Hán tại Trung Quốc đại lục sang Đài Loan, họ đến khu vực Đài Loan để tham gia sản xuất nông nghiệp hoặc cùng dân tộc bản địa tiến hành giao dịch, chủ yếu có tính chất thời vụ, mùa xuân đến và mùa thu thì trở về.

### Thời kỳ Tống-Nguyên
Năm Càn Đạo thứ 7 (1171) thời Nam Tống, Uông Đại Du nhậm chức tri châu của Tuyền châu, địa bàn quản lý có "hải đảo gọi là Bành Hồ", có không ít người Hàn cư trú, thường bị người mọi rợ lên bờ cướp của, giết người. Nhằm đề phòng quấy nhiễu, vào lúc bắt đầu mùa gió nam mỗi năm, Uông Đại Du lại phái binh đến phòng thủ, hao phí tiền của song vẫn không hiệu quả. Do vậy, ông cho xây dựng 200 gian nhà, cử tướng sĩ đồn trú phòng thủ. Sử sách ghi tại rất ít về mậu dịch hai bờ vào thời ký Tống-Nguyên, do khai quật được lượng lớn đồ gốm sứ thời Tống-Nguyên nên có thể thấy Bành Hồ là một trạm dừng chân quan trọng của ngoại thương Trung Quốc đại lục vào đương thời. Theo ghi chép, vào thời kỳ Tống-Nguyên, sắt là mặt hàng có giá cao tại Đài Loan, thổ dân Đài Loan thường phải chờ thương thuyền từ Trung Quốc đại lục cập bờ để đổi thực phẩm lấy sắt. Chu Cảnh Anh thời Thanh viết trong "Hải Đông trát ký" rằng từng phát hiện được nhiều tiền thời Tống tại cảng Gia Nghĩa.
Năm Chí Nguyên thứ 18 (1281) thời Hốt Tất Liệt, quân Nguyên tiến công Nhật Bản song gặp phải bão, phần lớn thuyền bị chìm, những chiếc còn lại trôi đến bờ tây của Đài Loan và Bành Hồ, nhà Nguyên bèn đặt Bành Hồ trại tuần kiểm ty, lệ thuộc vào lộ Tuyền Châu của Phúc Kiến, tiếp giáp với Lưu Cầu (Đài Loan). Năm 1292, Hốt Tất Liệt sai sứ giả đến phủ dụ Lưu Cầu, song do ngôn ngữ bất đồng nên không thành công mà quay về. Năm Nguyên Trinh thứ ba (1297), bình chương chính sự của tỉnh Phúc Kiến là Cao Hưng sai Trương Hạo, Trương Tiến đến Lưu Cầu Quốc, bắt sống hơn 130 người rồi về. Tháng 1 năm sau, cho người Lưu Cầu bị bắt trở về, yêu cầu họ quy thuận nhà Nguyễn, về sau không rõ kết cục. Năm Chí Thuận thứ 1 (1330) và năm Nguyên Thống thứ 5 (1337), Uông Đại Uyên hai lần đi thuyền từ Tuyền Châu đến các nước mua bán, trong "Đảo Di chí lược" ông viết rằng Bành Hồ thuộc huyện Tấn Giang của Tuyền Châu, còn Lưu Cầu là một trong các nước hải ngoại.

### Đầu thời Minh

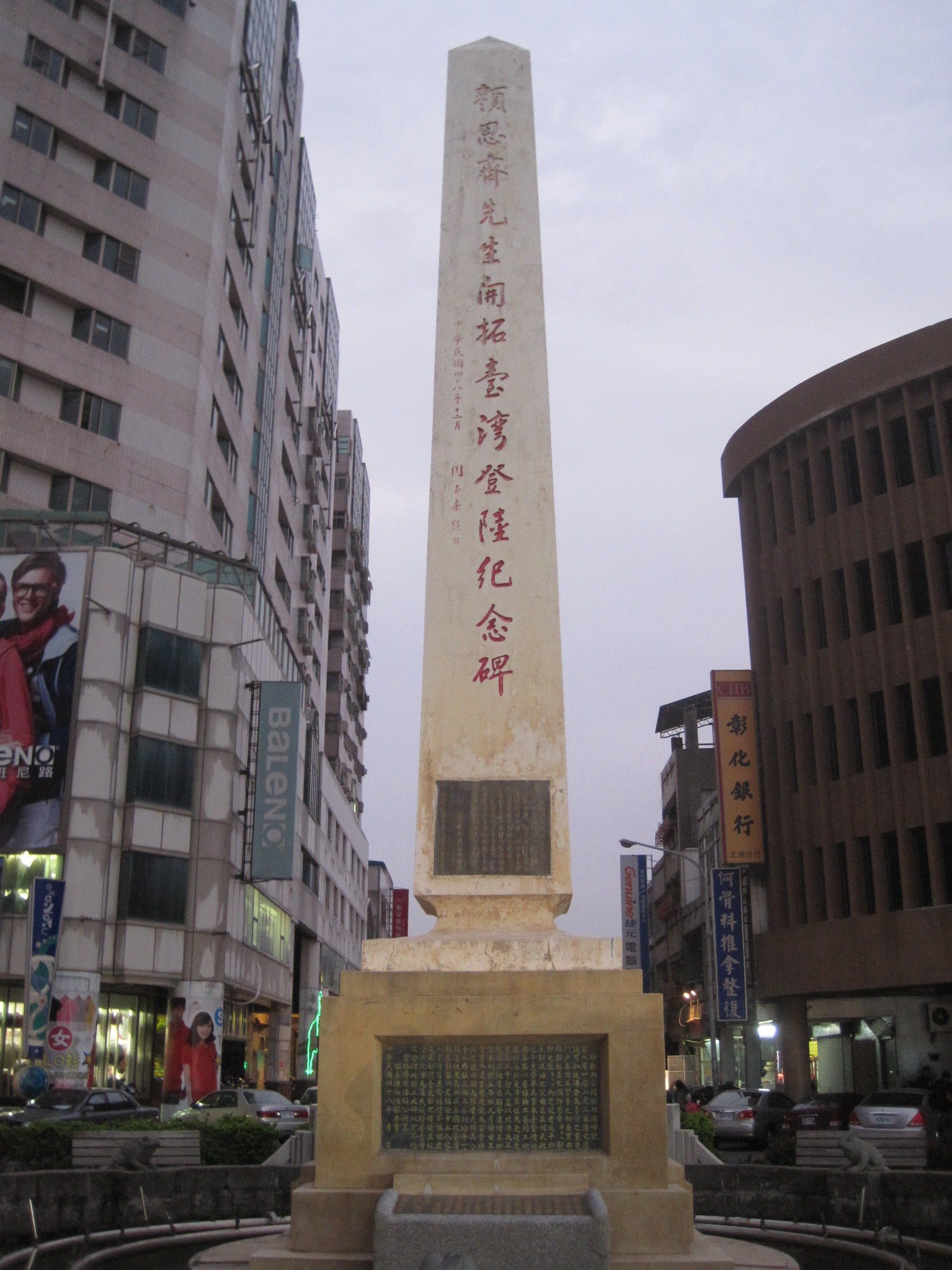
Bia kỷ niệm Nhan Tư Tề đổ bộ khai khẩn Đài Loan tại Bắc Cảng

Năm 1384, nhà Minh loại bỏ Bành Hồ tuần kiểm ty, đến năm 1563 thì đặt lại Bành Hồ tuần kiểm ti và phái binh đồn trú. "Đông Phiên kí" viết rằng vào đầu những năm Vĩnh Lạc, khi Trịnh Hà hạ Tây Dương từng có đến Đài Loan, đương thời tộc rợ phía đông (thổ dân Đài Loan) trốn tránh không muốn tuân theo ước định, do đó Trịnh Hoà cấp cho mỗi nhà một cái chuông đồng nhỏ để họ đeo lên cổ. Chuông đồng được họ cho là bảo vật. Những năm Tuyên Đức (1426-1435), đội thuyền của Trịnh Hoà từng đến Đại Tỉnh Đầu múc nước (nay thuộc Đài Nam), còn từng bỏ thuốc vào nước đưa cho thổ dân địa phương chữa bệnh . Năm Gia Tĩnh thứ 42 (1563), hải tặc người Tuyền Châu là Lâm Đạo Can tụ tập chống nhà Minh, bị đô đốc nhà Minh là Du Đại Du truy diệt, do vậy bèn qua Bành Hồ chạy đến Kê Lung, Đài Loan định cư. Ông đem vài trăm tuỳ tùng tiến hành nô dịch thổ dân Đài Loan, thổ dân Đài Loan do vậy rất phẫn nộ và lên kế hoạch giết Lâm Đạo Can, tuy nhiên tin tức bị lộ nên họ bị Lâm Đạo Can tập kích ban đêm sát hại. Sau thời Lâm Đạo Can, hải tặc người Triều Châu là Lâm Phụng vào năm Vạn Lịch thứ 2 (1574) bị tổng binh Hồ Thủ Nhân của nhà Minh truy kích, bèn trốn đến Bành Hồ, sau đó lại đến Võng Cảng của Đài Loan] (cửa sông Bát Chưởng) lập căn cứ địa. Hồ Thủ Nhân yêu cầu thổ dân giáp công, đám Lâm Phụng tan tác.
Tướng lĩnh Thẩm Hữu Dung phụ trách phòng thủ biển của nhà Minh có viết trong "Mân Hải tặng ngôn" rằng ông ta từng "ba lần đến Đông Phiên, diệt Oa đuổi Hà". Tháng 7 năm Vạn Lịch thứ 30 (1602), sau khi Oa khấu di chuyển cướp đoạt tại các vùng duyên hải Quảng Đông, Phúc Kiến, Chiết Giang, họ trốn đến Đông Phiên và lấy nơi này làm sào huyệt. Tướng trấn thủ Tuyền Châu là Thẩm Hữu Dung một mặt cử người đi trinh sát tình hình đối phương, tìm hiểu về khí hậu, hướng gió, hải lưu, một mặt thì cho đóng thuyền, luyện binh, trữ lương. Mùa đông cùng năm, tuần phủ của Phúc Kiến là Chu Vận Xương bí mật ra lệnh "tiễu Đông Phiên Oa", Thẩm Hữu Dung đưa 24 quân hạm vượt biển đến Đài Loan, đại phá Oa khấu. Quân Minh đốt chìm 6 thuyền của Oa khấu, giết 15 người, lấy lại được hơn 370 nam nữ bị bắt. Thẩm Hữu Dung đóng tại Đài Loan hơn 20 ngày, người tuỳ tùng là Trần Đệ đã căn cứ vào phong tục của thổ dân Đài Loan đương thời để viết thành "Đông Phiên kí".

## Cận hiện đại

### Thực dân phương Tây
Năm 1604, lực lượng Hà Lan dưới quyền Wybrand van Warwijck chiếm lĩnh Bành Hồ, Thẩm Hữu Dung đem 50 thuyền (ước tính 2.000 người) đến Bành Hồ, yêu cầu Warwijck rời đi. Do binh lực giữa hai bên có chênh lệch lớn, đến ngày 15 tháng 12 Warwijck rời Bành Hồ, chuyển sang Đài Loan tìm cứ điểm. Sự việc này được ghi lại trên "bia Thẩm Hữu Dung đẩy lui rợ hồng mao" tại cung Thiên hậu Bành Hồ. Năm 1622, Toàn quyền Đông Ấn Hà Lan là Jan Pieterszoon Coen phái Cornelis Reijersen đến Bành Hồ, đồng thời lập ra thành luỹ để làm cứ điểm mậu dịch. Năm 1624, tướng lĩnh của nhà Minh là Du Đại Du đem quân bao vây người Hà Lan, trải qua tám tháng chiến đấu, người Hà Lan phải rời khỏi Bành Hồ, chuyển hướng đến Đại Viên, Đài Loan dựng nên thành Zeelandia để làm cứ điểm. Công ty Đông Ấn Hà Lan chiêu mộ người Hán từ duyên hải Phúc Kiến và tại Bành Hồ đến Đài Loan để canh tác, trong đó rất nhiều người về sau định cư tại Đài Loan. Trong "An Bình Nhan thị tộc phổ", "Đông Thạch Phần Dương Quách thị tộc phổ" đều viết rằng có gia đình chuyển đến Đài Loan.

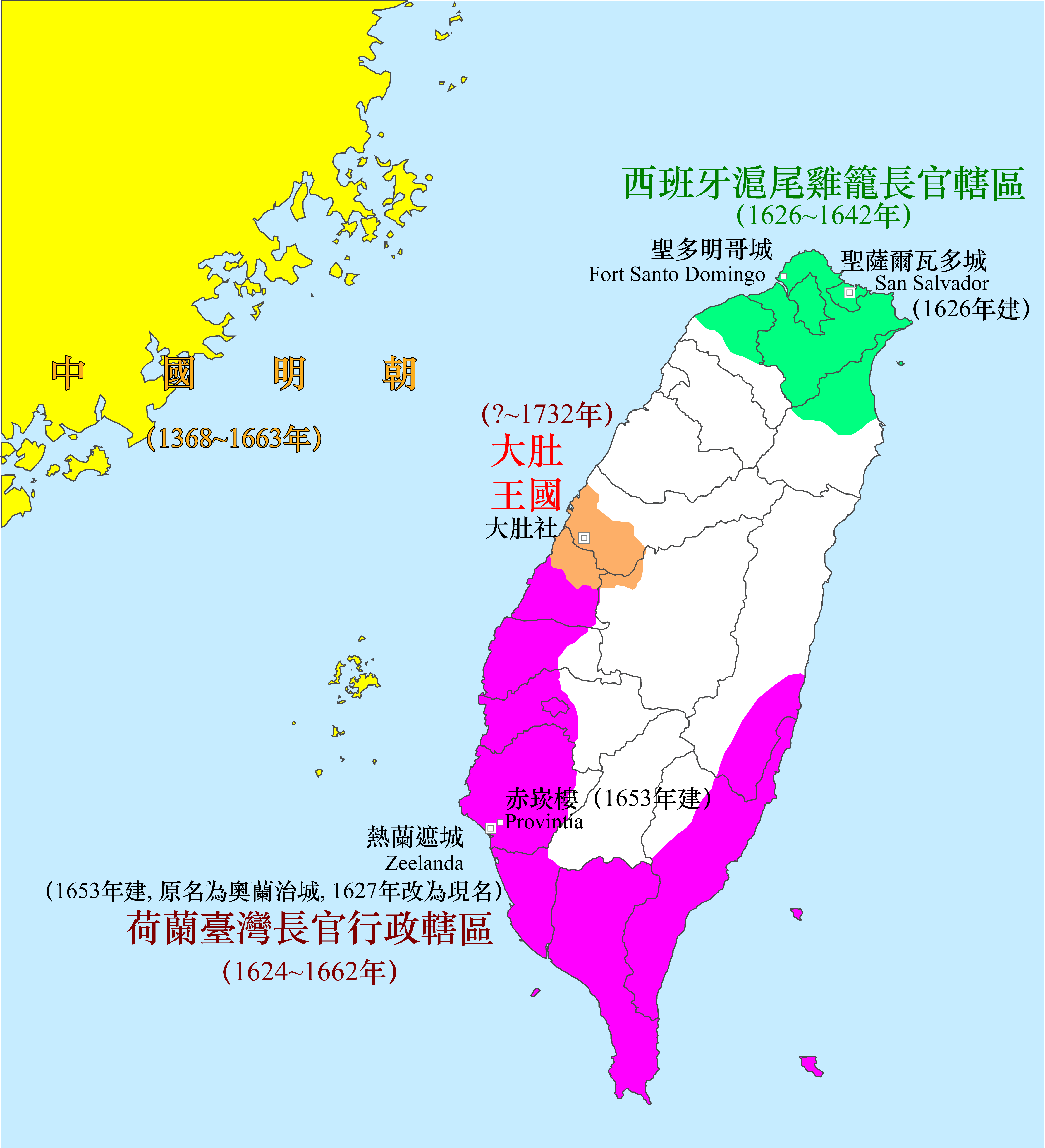
Đài Loan do Hà Lan, Tây Ban Nha và Vương quốc Đại Đỗ thống trị.

Tương truyền vào năm 1621, một người quê Chương Châu tên là Nhan Tư Tề từ Nagasaki, Nhật Bản đến Đài Loan, lập trại tại khu vực Chư La Sơn, làm nghề cày cấy, săn bắn và mua bán. Sau khi tin tức được truyền về Đại lục, đã thu hút nhiều dân nghèo Chương Châu, Tuyền Châu vượt biển đến nương nhờ, số người đạt đến 3.000. Năm 1625, Nhan Tư Tề bệnh chết, Trịnh Chi Long kế thừa sự nghiệp của ông. Năm 1628, Trịnh Chi Long nhận chiêu an của triều đình Minh, đưa hơn ba vạn bộ thuộc trở về Đại lục, nhậm chức "Ngũ Hổ du kích tướng quân" trú tại An Hải. Khi Phúc Kiến xảy ra nạn đói, Trịnh Chi Long từng đưa vài vạn dân đói đến Đài Loan mưu sinh, chi phí liên quan được trả lại cho Trịnh Chi Long dưới dạng tô thuế. Ngoài ra, Trịnh Chi Long phá vỡ chính sách hải cấm chính thức, hầu như thao túng mậu dịch giữa duyên hải Trung Quốc đại lục và Đài Loan, Macao, Nhật Bản, Philippines.
Năm 1626, một người Tây Ban Nha là Antonio Carreño de Valdes lãnh đạo hạm đội xuất phát từ Manila, Philippines đi sát theo bờ biển phía đông Đài Loan đến đảo Kê Lung trong vịnh Kê Lung, lập nên thành San Salvador để làm trung tâm thống trị. Mặc dù người Tây Ban Nha không được chấp thuận tiến hành triển khai mậu dịch chính thức với triều đình Minh, song họ dùng phương thức miễn thuế quan, miễn thuế hàng hoá, thậm chí miễn kiểm tra nhập quan nhằm thu hút giới buôn lậu đến Kê Lung kinh doanh.
Năm 1633, Công ty Đông Ấn Hà Lan lấy Đài Loan làm căn cứ để tiến hành phong toả, cướp bóc duyên hải Phúc Kiến, thủy quân Minh do Trịnh Chi Long lãnh đạo đã đánh bại liên quân Công ty Đông Ấn Hà Lan và hải tặc, sử gọi là hải chiến Minh-Hà Lan thời Sùng Trinh. Người Hán tại Đài Loan từng phản kháng sự thống trị của Hà Lan, trong đó có sự kiện Quách Hoài Nhất năm 1652. Đương thời có 4.000-5.000 người Hán tham dự cuộc khởi nghĩa này, ước tính chiếm 1/4 tổng số người Hán tại Đài Loan, trải qua 12 năm thì bị trấn áp, có 3.000-4.000 người Hán tử vong.
Trương Đình Ngọc thời Thanh có miêu là cương vực Đài Loan trong "Minh sử " là "đất ấy bắc từ Kê Lung, nam đến Lãng Kiệu, có thể hơn ngàn dặm; đông từ Đa La Mã, tây đến Vương Thành, có thể hơn chín trăm dặm". Điều đáng chú ý là Kê Lung cùng với Lưu Cầu, Luzon, Brunei đều được ghi trong thiên "liệt truyện thứ 211 - ngoại quốc 4", không nằm trong bản đồ triều Minh.

### Trịnh Thành Công đẩy lui người Hà Lan

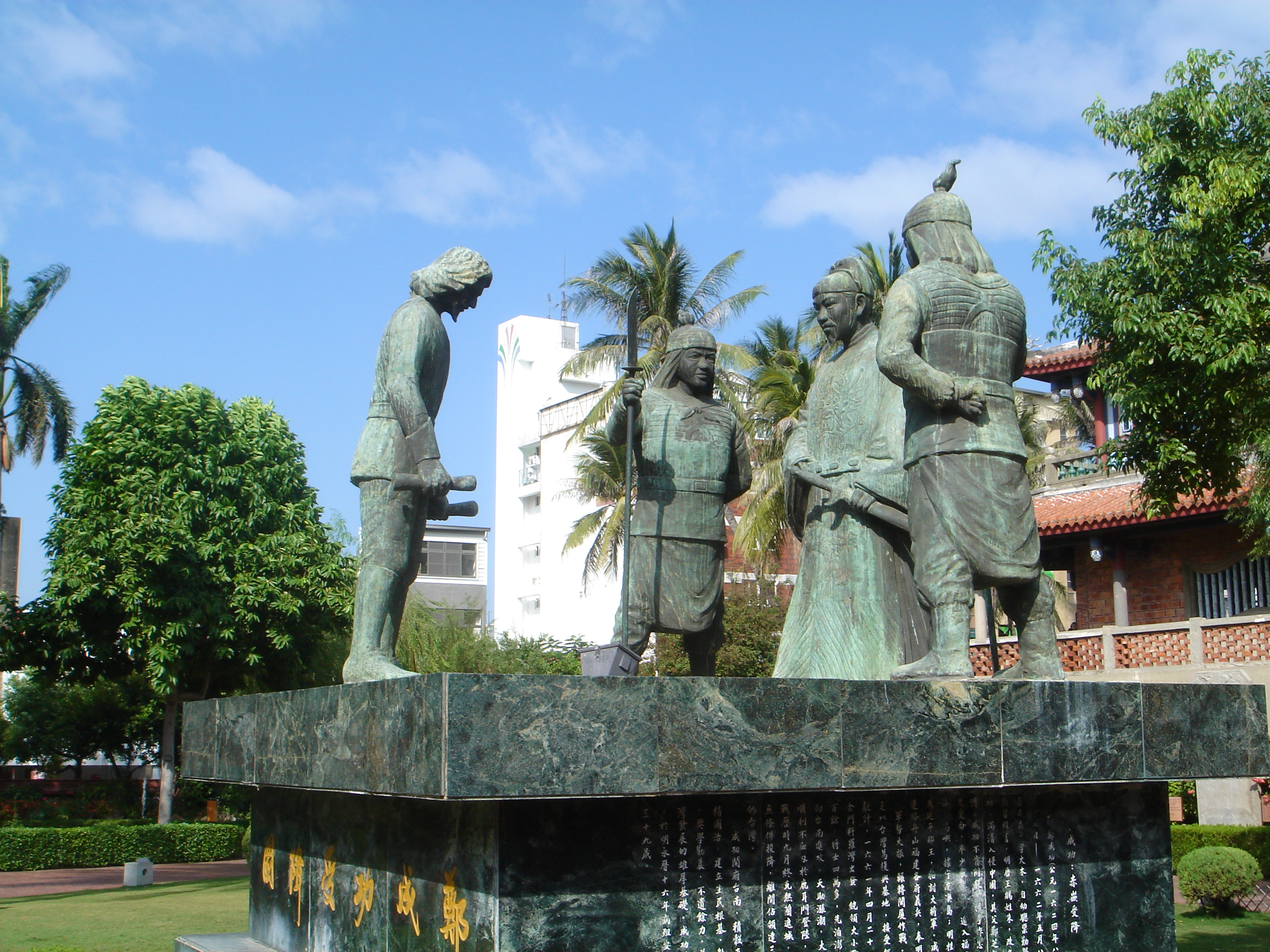
Tượng mô tả việc người Hà Lan đầu hàng Trịnh Thành Công

Năm 1644, nhà Minh diệt vong, tuy nhiên tông thất nhà Minh lập nên chính quyền Nam Minh. Trong đó, Đường vương Chu Duật Kiện do anh em Trịnh Chi Long và Trịnh Hồng Quỳ ủng hộ xưng đế tại Phúc Châu vào năm 1645. Năm 1646, quân đội nhà Thanh tiến vào Phúc Kiến, Trịnh Chi Long đầu hàng nhà Thanh, tuy nhiên con ông là Trịnh Thành Công chạy đến Kim Môn. Năm 1647, Trịnh Thành Công chính thức thề phản Thanh, di chuyển chiến đấu tại duyên hải đông nam Trung Quốc đại lục hơn mười năm, đồng thời nhiều lần bang trợ tông thất nhà Minh và dân chúng vượt biển sang định cư tại Đài Loan, được Vĩnh Lịch Đế phong là Diên Bình vương. Do người Hà Lan thường cướp bóc thương thuyền của người Hán, trong thời gian từ năm 1656 đến năm 1660 Trịnh Thành Công hai lần cảnh cáo người Hà Lan đình chỉ cướp đoạt thương thuyền..
Tháng 4 năm 1661, Trịnh Thành Công đem 25 ngàn tướng sĩ cùng vài trăm chiến hạm tiến quân đến Đài Loan, bao vây pháo đài Zeelandia, buộc Công ty Đông Ấn Hà Lan phải ký kết đầu hàng vào ngày 1 tháng 2 năm 1662. Trịnh Thành Công lập phủ Thừa Thiên tại Đài Loan, dự tính phản Thanh phục Minh, song không lâu thì mất. Sau khi Trịnh Kinh kế vị, ông lo ngại tính chính thống thống trị không đủ, do đó vào năm 1663 đón Ninh Tĩnh vương Chu Thuật Quế từ Kim Môn đến Đài Loan, đồng thời đổi tên Đài Loan thành Đông Ninh, vẫn lấy lịch pháp theo nhà Minh, lập Khổng miếu tại Đài Nam vào năm 1665.
Ngày 21 tháng 4 năm 1674, Tĩnh Nam vương Cảnh Tinh Trung của nhà Thanh khởi binh phản Thanh, mời Trịnh Kinh tây chinh. Trịnh Kinh sau khi vượt biển đã yêu cầu với Cảnh Tinh Trung được giữ Chương Châu và Tuyền Châu, sau khi bị từ chối thì xuất binh chiếm lĩnh Hải Trừng và Đồng An, hai bên bắt đầu trở nên thù địch. Tuy nhiên, Tuyền Châu, Chương Châu và Triều Châu lần lượt nương nhờ Trịnh Kinh, Cảnh Tinh Trung thấy tình thế như vậy thì bèn đem quân tấn công Tuyền Châu, song lại bị Lưu Quốc Hiên đẩy lui. Năm 1675, Cảnh Tinh Trung và Trịnh Kinh đàm phán, hai bên lấy Phòng Đình làm ranh giới, phần phía bắc thuộc Cảnh Tinh Trung, phần phía nam thuộc Trịnh Kinh. Năm 1676, Trịnh Kinh đánh bại Bình Nam vương Thượng Chi Tín, chiếm lĩnh Huệ Châu. Trịnh Kinh sau khi có được bốn châu phủ lại đánh hạ được Đinh Châu, Cảnh Tinh Trung buộc phải đầu hàng nhà Thanh. Sau đó,  Trịnh Kinh một mình đối đầu với quân đội nhà Thanh, kết quả là liên tiếp thất bại và phải thoái lui, cuối cùng phải rút về Hạ Môn.
Năm 1677, nhà Thanh lại triển khai hoà đàm với Trịnh Kinh, Khang thân vương Kiệt Thư của nhà Thanh hứa hẹn rằng nếu Trịnh Kinh rút khỏi các đảo tại duyên hải Trung Quốc, nhà Thanh sẽ đồng ý để Đông Ninh thành nước phiên thuộc của nhà Thanh giống như Triều Tiên, đồng thời thông thương với Đông Ninh, vĩnh viễn không nghi kị. Năm 1678, tướng lĩnh nhà Thanh là Lại Thấp đưa thư cho Trịnh Kinh, trong đó viết rằng nếu quân họ Trịnh đồng ý rút về giữ Đài Loan, thì họ Trịnh sẽ vĩnh viễn chiếm hữu Đài Loan, địa vị tương đồng với Triều Tiên, không cần phải cạo đầu và đổi trang phục, việc xưng thần nạp cống hoàn toàn là tự nguyện. Tuy nhiên, Trịnh Kinh muốn Hải Trừng là thị trường chung, khiến đàm phán bị phá vỡ. Năm 1680, Trịnh Kinh chiến bại, rút từ Hạ Môn về Đài Loan. Từ đó, Trịnh Kinh nản chí, đem chính sự giao hết cho Thế tử Trịnh Khắc Tang và Trần Vĩnh Hoa. Ngày 17 tháng 3 năm 1681, Trịnh Kinh mất, Phùng Tích Phạm giết Trịnh Khắc Tang và lập Trịnh Khắc Sảng, khiến cho quốc chính ngày càng tệ hại, lòng người phân tán.

### Nhà Thanh sáp nhập Đài Loan

Phạm vi phân chia hành tính của tỉnh Phúc Kiến Đài Loan năm 1894, màu đen là vùng dất thổ dân chưa khống chế, màu xám là phạm vi được tuyên bố của châu trực thuộc Đài Đông.

Ngày 10 tháng 7 năm 1683, theo lệnh của Khang Hy Đế, Thi Lang đem hai vạn quan binh, hơn 200 chiến thuyền tiến đánh Đài Loan. Trải qua bảy ngày giao chiến, quân tinh nhuệ của họ Trịnh bị tiêu diệt toàn bộ. Ngày 17 tháng 9, Trịnh Khắc Sảng chính thức giao thư đầu hàng, đến ngày 3 tháng 10 thì quân Thanh tiến vào Đài Loan tiếp nhận đầu hàng. Năm sau, nhà Thanh lập phủ Đài Loan, quản lý ba huyện là Đài Loan, Phụng Sơn, Chư La, phủ này lệ thuộc đạo Hạ Đài của tỉnh Phúc Kiến, đồng thời công bố luật lệ về cư trú tại Đài Loan, khống chế nghiêm ngặt số lượng người Hán từ Đại lục sang Đài Loan. Vào đầu thời gian lập phủ Đào Loan, triều đình Thanh trao quyền cho tuần phủ của Phúc Kiến điều động quan viên giữa nội địa Phúc Kiến và Đài Loan, do vậy vào thời Thanh đa phần quan lại Đài Loan là người Phúc Châu.
Năm 1721, Chu Nhất Quý tự lập làm vương tại Đài Loan, đặt quốc hiệu là "Đại Minh", song được không lâu thì bị quân Thanh tiêu diệt. Năm 1731, người Taokas thuộc thổ dân Đài Loan phát động hành động vũ trang chống chính phủ tại Đại Giáp Tây Xã. Tổng đốc Hác Ngọc Lân của Phúc Kiến phái Tổng binh Đài Loan Vương Quận đi giám sát việc trấn áp, đồng thời điều sáu nghìn quan binh từ Đại lục sang Đài Loan chinh phạt. Sự kiện diễn ra trong bảy tháng, cuối cùng các tù trưởng Đài Loan mang mọi người ra hàng, mười ba tù trưởng bị chém đầu.
Sau khi nhà Thanh cai trị Đài Loan, mậu dịch giữa Đại lục và Đài Loan trở nên hưng thịnh hơn. Đương thời, vật phẩm xuất khẩu chủ yếu của Đài Loan là gạo, da hươu và đường mía, vật phẩm nhập khẩu là hàng dệt, thuốc và các nhu yếu phẩm khác, cảng mậu dịch chủ yếu là phủ thành (nay là An Bình, Đài Nam), Lộc Cảng (nay là Lộc Cảng, Chương Hoá) và Mãnh Giáp (nay là Vạn Hoa, Đài Bắc), dân gian có câu "nhất phủ nhị Lộc tam Mãnh Giáp". Vào giữa thời Thanh, có nhiều di dân đến Đài Loan, giữa các nhóm đến trước và đến sau tồn tại nhiều xung đột lợi ích. Ví dụ giữa người Mân Nam từ Phúc Kiến và người Khách Gia, người Triều Châu từ Quảng Đông xảy ra chiến đấu Mân-Việt; giữa người Tuyền Châu và người Chương Châu xảy ra chiến đấu Tuyền-Chương; hay là giữa các môn phái hí khúc. Tuy nhiên, trong thời gian này các nhóm cư dân tại Đài Loan cũng có hợp tác với nhau, như vào năm 1796 khi Ngô Sa khai khẩn Cáp Tử Nan, đều có người gốc Chương Châu, Tuyền Châu và Khách Gia cùng tham gia khai khẩn.
Sau Chiến tranh Nha phiến lần thứ hai năm 1860, triều đình Thanh đồng ý mở cửa cảng An Bình và Đạm Thủy tại Đài Loan để thông thương, không lâu sau lại mở cửa cảng Đả Cẩu và Kê Lung. Năm 1874, Nhật Bản đem quân đến Đài Loan tạo ra sự kiện Mẫu Đơn Xã. Năm 1875, triều đình Thanh cử Thẩm Bảo Trinh làm khâm sai đại thần sang giám sát Đài Loan, đồng thời điều Đường Định Khuê đem 6.500 binh sĩ Hoài quân đóng tại Từ Châu đến Đài Loan đồn trú. Cuối cùng, do Thanh-Nhật ký kết "Chuyên ước Bắc Kinh" nên tạm bình ổn. Sự kiện ngoại giao lần này thúc đẩy triều đình Anh bãi bỏ lệnh cấm nhân dân Trung Quốc đại lục sang Đài Loan khai khẩn trồng trọt, do vậy Đài Loan mở cửa toàn diện.
Trong thời gian Chiến tranh Pháp-Thanh năm 1884, Amédée Courbet dẫn quân Pháp chiếm lĩnh Cơ Long, tiến công Đạm Thủy, phong toả eo biển Đài Loan, đồng thời quấy nhiễu các tỉnh duyên hải Trung Quốc. Ngày 29 tháng 7 năm 1885, Tả Tông Đường nêu lên việc phải nhanh chóng chuyển Đài Loan thành một tỉnh. Tháng 10 cùng năm, triều đình Thanh lập ra tỉnh Phúc Kiến Đài Loan, quản lý phủ Đài Loan và phủ Đài Bắc của tỉnh Phúc Kiến trước đây cựu Tuần phủ Phúc Kiến là Lưu Minh Truyền chuyển sang giữ chức tuần phủ của Đài Loan, kinh phí lập tỉnh Đài Loan chủ yếu do Phúc Kiến phụ trách. Lưu Minh Truyền sau khi nhậm chức đã tiến hành mở rộng việc phủ dụ thổ dân, lập thêm quận huyện, đồng thời xúc tiến một loạt cải cách kiểu phương Tây, xây dựng Đài Loan thành tỉnh có trình độ hiện đại hoá cao nhất của Đại Thanh vào đương thời.

### Nhà Thanh nhượng Đài Loan cho Nhật Bản

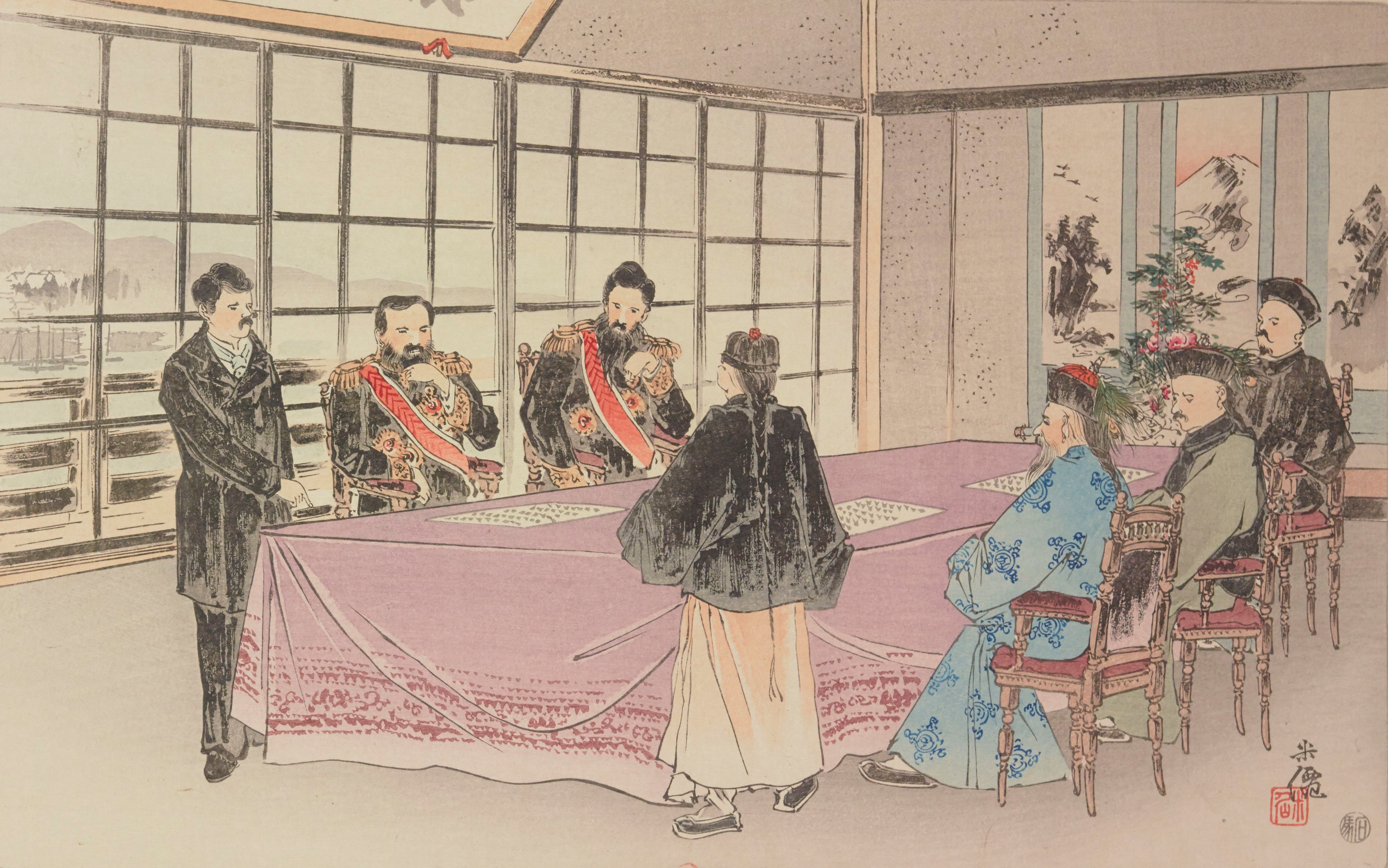
Tình cảnh ký kết Điều ước Mã Quan do người Nhật vẽ

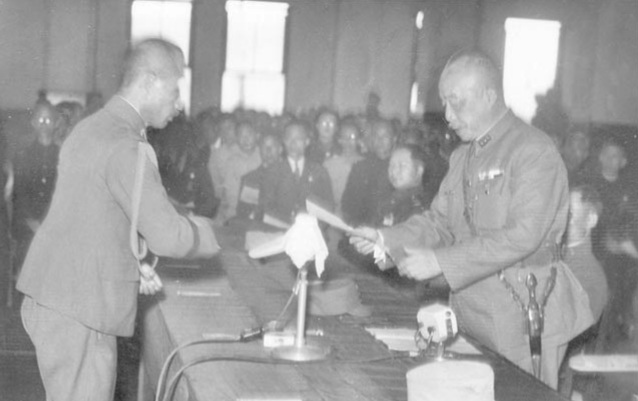
Ngày 25 tháng 10 năm 1945 tại Đài Bắc, Trung Hoa Dân Quốc tiếp nhận đầu hàng của Nhật Bản

Trong Chiến tranh Thanh-Nhật 1895, nhà Thanh bị Nhật Bản đánh bại, đến ngày 17 tháng 4 năm 1895 phải ký kết Điều ước Mã Quan, cắt nhượng Đài Loan và Bành Hồ cho Nhật Bản. Tin tức này được truyền đến Đài Loan, tuần phủ đương thời là Đường Cảnh Tùng ban bố "tuyên ngôn độc lập Đài Loan Dân chủ quốc" vào ngày 25 tháng 5, song vẫn tôn nhà Thanh làm nước tông chủ. Ngày 2 tháng 6, hai bên Thanh-Nhật hoàn thành việc chuyển giao Đài Loan, đến ngày 21 tháng 10 quân đội Nhật Bản tiến vào Đài Nam, tiêu diệt chính quyền Đài Loan Dân chủ quốc. Đài Loan trở thành lãnh thổ thực dân của Nhật Bản, cũng là căn cứ để Nhật Bản xâm lược Trung Quốc đại lục. Phủ Tổng đốc Đài Loan trở thành tiên phong trong việc thực thi chính sách nam tiến của Đế quốc Nhật Bản, chuyên về chính sách đối với Phúc Kiến, thông qua các phương thức như lập trường học, bệnh viện, xây dựng nơi thờ phụng và kinh doanh báo chí để tiến hành thẩm thấu văn hoá tại Đại lục, có ảnh hưởng sâu sắc đến sự phát triển của xã hội Phúc Kiến cận đại.
Khoảng năm 1896, Tổng đốc Đài Loan Kodama Gentaro phái trụ trì chùa Lan Dương tại Nghi Lan đến Hạ Môn để bố giáo. Sau đó, tăng nhân chùa Higashi Hongan lập ra "sở bố giáo chùa Higashi Hongan Hạ Môn". Ngày 24 tháng 8 năm 1900, địa điểm này bị thiêu huỷ. Đến ngày 25, Tổng đốc Đài Loan phái lục quân vượt biển, chuẩn bị chiếm lĩnh Hạ Môn. Các cường quốc phương Tây phản ứng dữ dội, Anh, Đức, Mỹ và Nga đều đưa chiến hạm vào cảng Hạ Môn, lục quân Anh đổ bộ vào tô giới Anh, quân Nhật bị buộc phải rút lui, lịch sử gọi là "sự kiện Hạ Môn".
Sau khi Trung Hoa Dân Quốc thành lập vào năm 1912, một số người Đài Loan như Tưởng Vị Thủy, Đỗ Thông Minh, Ông Tuấn Minh gia nhập phân hội Đài Loan của Trung Quốc Đồng minh Hội, còn từng gửi điện báo đến Hội Quốc Liên tố cáo Nhật Bản cản trở Trung Quốc thống nhất. Năm 1928, Đảng Cộng sản Đài Loan được thành lập trong tô giới Pháp tại Thượng Hải, do Đảng Cộng sản Trung Quốc chỉ đạo, chủ trương lật đổ sự thống trị của Nhật Bản tại Đài Loan, lập ra nước Cộng hoà Đài Loan. Sau tháng 9 năm 1931, do nhiều đảng viên bị tống giam, đảng này đình chỉ hoạt động. Năm 1934 và 1936, chính quyền tỉnh Phúc Kiến từng hai lần lập đoàn sang Đài Loan khảo sát. Khi Nhật Bản bắt đầu cai trị Đài Loan, quy mô kinh tế của Đài Loan vẫn chưa bằng Phúc Kiến. Tuy nhiên sau gần 40 năm, quy mô kinh tế Đài Loan đã vượt xa Phúc Kiến. Do đó, trong "báo cáo khảo sát Đài Loan" có kiến nghị Phúc Kiến học tập mô hình kinh tế của Đài Loan.
Sau khi Chiến tranh Trung-Nhật bùng phát toàn diện vào năm 1937, nhân sĩ dân gian Đài Loan sống tại Trung Quốc dưới quyền lãnh đạo của Lý Hữu Bang đã thành lập Đội Nghĩa dũng Đài Loan, tiến hành hoạt động kháng Nhật. Ngày 23 tháng 2 năm 1938, Đội tình nguyện hàng không Liên Xô lấy danh nghĩa đại đội 1 Không quân Trung Hoa Dân Quốc tiến hành oanh tạc căn cứ hàng không Tùng Sơn Đài Bắc. Ngày 9 tháng 12 năm 1941, chính phủ Quốc dân Trung Hoa Dân Quốc chính thức tuyên chiến với Nhật Bản, đồng thời tuyên bố vô hiệu hoá toàn bộ các điều ước với Nhật. Ngày 25 tháng 11 năm 1943, lực lượng Hàng không Lục quân Hoa Kỳ trú tại Trung Quốc và Đoàn hỗn hợp không quân Trung-Mỹ cho 14 máy bay cất cánh từ Toại Xuyên, Giang Tây đi oanh tạc căn cứ hàng không của quân đội Nhật Bản tại Tân Trúc, phá huỷ tổng cộng 52 máy bay của Nhật. Tháng 12 năm 1943, Mỹ, Anh và Trung Quốc cùng công bố Tuyên bố Cairo, quy định rằng toàn bộ lãnh thổ mà Nhật Bản cướp đoạt từ Trung Quốc, như Mãn Châu, Đài Loan, Bành Hồ cần phải được trả lại cho Trung Hoa Dân Quốc. Tháng 7 năm 1945, Mỹ, Anh và Trung Quốc cùng ra Tuyên bố Potsdam, xác định điều khoản trong Tuyên bố Cairo cần phải được thi hành, là một trong các điều kiện cần thiết để Nhật Bản đầu hàng. Ngày 2 tháng 9, Nhật Bản chính thức chấp thuận các điều khoản của Tuyên bố Potsdam, đầu hàng Đồng Minh.

### Trung Hoa Dân Quốc tiếp quản Đài Loan
Ngày 29 tháng 8 năm 1945, Tưởng Giới Thạch bổ nhiệm chủ tịch đương thời của tỉnh Phúc Kiến là Trần Nghi làm trưởng quan hành chính tỉnh Đài Loan. Ngày 15 tháng 10, quân đội chính phủ Quốc dân đổ bộ tại cảng Cơ Long. Ngày 25 tháng 10, Trung Hoa Dân Quốc chính thức tiếp quản Đài Loan, Bành Hồ, xác định ngày này là "tiết quang phục Đài Loan", song luận điểm thu hồi này tồn tại tranh luận. Ngày 12 tháng 1 năm 1946, Hành chính viện Trung Hoa Dân Quốc tuyên bố nhân dân Đài Loan "vốn có quốc tịch nước ta" được khôi phục quốc tịch Trung Hoa Dân Quốc từ ngày 25 tháng 10 năm 1945:61, song do điều ước hoà bình sau chiến tranh vẫn chưa được ký kết nên bị chính phủ Mỹ, Anh, Hà Lan, Nhật Bản phản đối. Cuối tháng 2 năm 1947, các địa phương tại Đài Loan liên tiếp xảy ra xung đột giữa quân đội và dân chúng, Trần Nghi thỉnh cầu Tưởng Giới Thạch phái quân đội từ Trung Quốc đại lục sang đàn áp, lịch sử gọi là sự kiện 28 tháng 2.
Từ năm 1948 trở đi, do Quốc quân Trung Hoa Dân Quốc liên tiếp thất bại trong nội chiến trước Đảng Cộng sản Trung Quốc, Tưởng Giới Thạch bắt đầu di dời chính phủ, quân đội và gia khuyến, văn vật của Cố cung, tài sản quốc khố và tài liệu liên quan đến Đài Loan. Từ năm 1945 đến năm 1950, có gần hai triệu quân dân từ Trung Quốc đại lục chuyển đến Đài Loan. Cộng đồng di dân đại lục này tại Đài Loan được gọi là người ngoại tỉnh, nhằm phân biệt với người bản tỉnh là những di dân đến Đài Loan từ khá sớm.

## Đương thời

### Đối đầu quân sự
Ngày 15 tháng 3 năm 1949, Tân Hoa Xã công bố bài xã luận "nhân dân Trung Quốc nhất định phải giải phóng Đài Loan", lần đầu khẩu hiệu "giải phóng Đài Loan" được nêu ra. Chính phủ Trung Hoa Dân Quốc sau khi thất bại trong nội chiến, phải dời sang Đài Loan thì nêu ra các khẩu hiệu "phản công Đại lục", "tiêu diệt Cộng phỉ", "giải cứu đồng bào", đồng thời ban bố điều lệ kiểm soát nghiêm ngặt gián điệp cộng sản thời kỳ dẹp loạn, hạn chế nghiêm ngặt liên hệ qua lại giữa dân chúng Đài Loan và Trung Quốc đại lục. Sau khi nước Cộng hoà Nhân dân Trung Hoa thành lập, hai bờ eo biển từng trải qua các cuộc giao chiến là Chiến dịch Cổ Ninh Đầu tại Kim Môn năm 1949, Chiến dịch đảo Đông Sơn năm 1953, Pháo chiến Kim Môn lần thứ nhất năm 1954, Chiết dịch Nhất Giang Sơn tháng 1 năm 1955, Chiến dịch đảo Đại Trần tháng 2 năm 1955, Pháo chiến ngày 23 tháng 8 năm 1958, hai bên đều có thắng bại.
Trong thời gian này, Chiến tranh Triều Tiên bùng phát, quân đội Hoa Kỳ tiến vào đồn trú tại Đài Loan, đồng thời chỉ ra rằng địa vị của Đài Loan chưa được xác định. Do đó, nước Cộng hoà Nhân dân Trung Hoa tố cáo lên Hội đồng Bảo an Liên Hợp Quốc rằng Đài Loan bị xâm nhập vũ trang, đồng thời kháng nghị việc bị Liên Hợp Quốc bài trừ, song đề án này cuối cùng bị phủ quyết. Trong Hoà ước San Francisco, Nhật Bản từ bỏ toàn bộ quyền lợi, quyền lợi danh nghĩa và yêu cầu đối với Đài Loan và Bành Hồ, song Trung Hoa Dân Quốc và nước Cộng hoà Nhân dân Trung Hoa đều chưa tham gia ký kết hoà ước. Sau đó, Trung Hoa Dân Quốc và Nhật Bản ký kết Hoà ước Trung-Nhật vào năm 1952. Năm 1954, "Điều ước Phòng thủ chung Trung-Mỹ" được ký kết, khiến cho Quân Giải phóng có sự kiêng dè. Tháng 4 năm 1955, Thủ tướng Chu Ân Lai đến Indonesia tham dự Hội nghị Bangdung, đồng thời phát biểu rằng "Chính phủ Trung Quốc bằng lòng cùng Chính phủ Hoa Kỳ đàm phán, tranh thủ phương thức hoà bình để giải phóng Đài Loan". Lý Tông Nhân tại Hoa Kỳ sau khi biết tin, vào tháng 8 cùng năm tuyên bố kiến nghị về vấn đề Đài Loan, Chính phủ Trung Hoa Dân Quốc liền phong toả tin tức về phát biểu này.:2
Đầu tháng 10 năm 1958, Quân Giải phóng tuyên bố bãi bỏ phong toả Kim Môn, về sau đổi thành bắn phá không liên tục, dần dần giảm thiểu tấn công, cuộc đấu giữa hai bờ chuyển sang chủ yếu tranh chấp về tính chính thống, tranh giành quyền đại diện cho Trung Quốc trên trường quốc tế. Năm 1963, Chu Ân Lai đưa chính sách Đài Loan của Đảng Cộng sản Trung Quốc quy thành "một quy tắc bốn điều khoản". Năm 1971, nước Cộng hoà Nhan dân Trung Hoa thay thế Trung Hoa Dân Quốc trong vai trò quốc gia thường trực của Hội đồng Bảo an Liên Hợp Quốc; đến năm 1972 Tổng thống Hoa Kỳ Richard Nixon sang thăm Trung Quốc, hai bên ký kết "Thông cáo Thượng Hải"，同年9月中日建交；đến ngày 1 tháng 1 năm 1979 Hoa Kỳ và nước Cộng hoà Nhân dân Trung Hoa thiết lập quan hệ ngoại giao, đồng thời cắt đứt quan hệ ngoại giao với Trung Hoa Dân Quốc, lấy "Luật quan hệ Đài Loan" để thay cho "Điều ước phòng thủ chung Trung-Mỹ", đồng thời rút quân đội khỏi Đài Loan. Tình thế ngoại giao hai bờ đã đảo nghịch. Ngày 1 tháng 1 năm 1979, Bộ trưởng Quốc phòng Trung Quốc Từ Hướng Tiền tuyên bố đình chỉ pháo kích Kim Môn và các đảo khác, chính thức kết thúc 21 năm pháo chiến Kim Môn.

### Hoà hoãn giao lưu

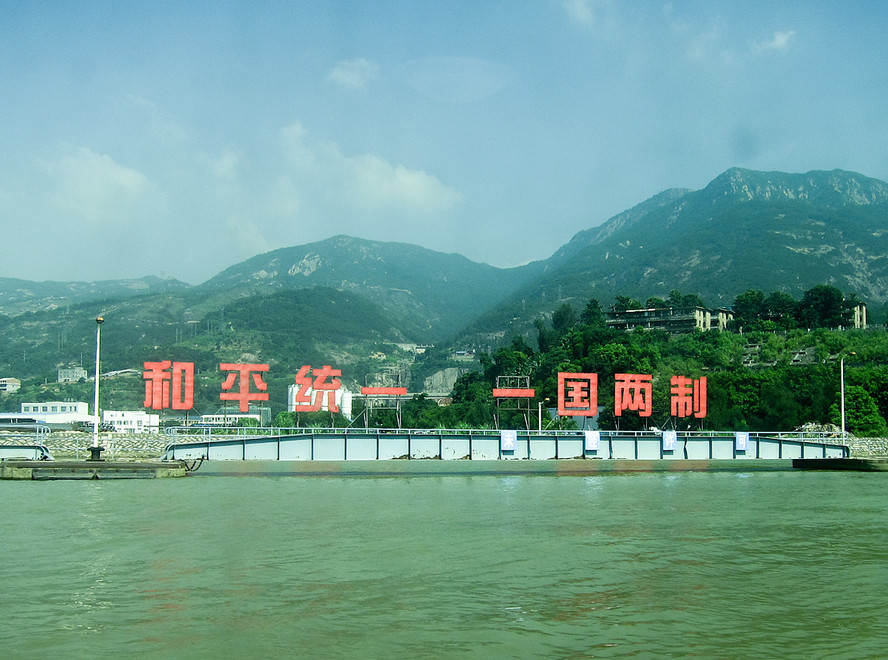
Khẩu hiệu "một quốc gia hai chế độ, thống nhất hoà bình" tại Hạ Môn.

Ngày 1 tháng 1 năm 1979, Ủy ban Thường vụ Đại hội Đại biểu Nhân dân Toàn quốc Trung Quốc công bố "thư gửi đồng bào Đài Loan", sử dụng "thống nhất hoà bình, một quốc gia hai chế độ" để thay thế "giải phóng Đài Loan", thái độ đối với Đài Loan chuyển từ cứng rắn sang hướng hoà hoãn. Đáp lại, ngày 4 tháng 4 Tưởng Kinh Quốc đưa ra chính sách ba không là "không tiếp xúc, không đàm phán, không thoả hiệp. Ngày 29 tháng 5, tàu thuyền của Trung Quốc đại lục khôi phục việc đi qua eo biển Đài Loan. Ngày 9 tháng 6 năm 1980, Tưởng Kinh Quốc đề xuất "chủ nghĩa Tam dân thống nhất Trung Quốc". Năm 1981, doanh nghiệp tư nhân đầu tiên của Đài Loan hoạt động tại Phúc Châu, tỉnh Phúc Kiến mở bốn cảng cho tàu thuyền của Đài Loan neo đậu và trạm tiếp đón đồng bào Đài Loan, mở đầu cho qua lại mậu dịch và nhân viên giữa hai bờ eo biển sau cải cách mở cửa tại Đại lục. Ngày 1 tháng 10 năm 1981, Ủy viên trưởng Diệp Kiếm Anh đề xuất chính sách phương châm 9 điều về thống nhất hoà bình Đài Loan, biểu thị "sau khi quốc gia thực hiện thống nhất, Đài Loan có thể trở thành khu hành chính đặc biệt, hưởng quyền tự trị cao độ, đồng thời có thể duy trì quân đội. Chính phủ trung ương không can dự công việc địa phương của Đài Loan". Ngày 24 tháng 7 năm 1982, Bộ trưởng Liệu Thừa Chí gửi thư cho Tưởng Kinh Quốc, kêu gọi hai bờ triển khai hoà đàm, Chính phủ Trung Hoa Dân Quốc không hồi đáp.
Năm 1987, Đài Loan mở cửa cho dân chúng sang Đại lục thăm thân, hoạt động thương mại dân sự giữa hai bờ gia tăng nhanh chóng. Tháng 6 năm 1989, khu vực Đài Loan chính thức mở cửa cho hàng hoá Đại lục nhập khẩu gián tiếp. Sau đó, trong quan hệ thương mại giữa hai bờ, Đài Loan có được thặng dư lớn từ Đại lục, sự phụ thuộc vào kinh tế Đại lục cũng dần tăng lên. Ngày 7 tháng 10 năm 1990, Tổng thống Lý Đăng Huy tuyên bố thành lập Ủy ban Thống nhất Quốc gia, đến ngày 23 tháng 2 năm 1991 thì thông qua Cương lĩnh Thống nhất Quốc gia, chủ trương căn cứ theo nguyên tắc "dân chủ, tự do, cùng thịnh vượng" để xúc tiến thống nhất Trung Quốc. Hiến pháp được sửa đổi, phân Trung Hoa Dân Quốc thành "khu vực Đại lục" và "khu vực tự do". "Điều lệ quan hệ nhân dân hai bờ" định nghĩa "khu vực đại lục" là lãnh thổ Trung Hoa Dân Quốc nằm bên ngoài khu vực Đài Loan.
Năm 1991, Quỹ Giao lưu Eo biển của Đài Loan và Hiệp hội Quan hệ Hai bờ Eo biển của Đại lục bắt đầu hoạt động, năm 1992 tiến hành hội đàm tại Hồng Kông, song không có thành quả. Tháng 4 năm 1993, hai bên trên cơ sở Nhận thức chung 1992 tiến hành hội đàm Uông Đạo Hàm-Cô Chấn Phủ. Tháng 1 năm 1995, Tổng bí thư Giang Trạch Dân đề xuất chủ trương tám điều nhằm phát triển quan hệ hai bờ, xúc tiến tiến trình thống nhất hoà bình Trung Quốc. Đáp lại, ngày 8 tháng 4, Tổng thống Lý Đăng Huy đề xuất kiến nghị sáu điều.

### Nhận thức đối lập

Cờ hiệu của Đại hội người Đài Loan Thế giới được sử dụng rộng rãi trong các bối cảnh hoạt động Đài Loan độc lập.

Sự kiện tàu cá Mân Bình năm 1990 và sự kiện Thiên Đảo năm 1994 khiến dân chúng hai bờ bất mãn. Tháng 6 năm 1995, Tổng thống Lý Đăng Duy lấy danh nghĩa cá nhân sang thăm Đại học Cornell, đề xuất định vị quốc gia là "Trung Hoa Dân Quốc tại Đài Loan", dẫn đến nguy cơ tên lửa tại eo biển Đài Loan. Tháng 8 năm 1996, Trung Quốc đại lục mở hai cảng Phúc Châu và Hạ Môn làm cảng vận chuyển trực tiếp giữa hai bờ, Đài Loan chỉ mở cảng Cao Hùng để đáp lại, song thi hành việc không mua hàng, không thông quan để cản trở tam thông. Ngày 14 tháng 9 năm 1996, Tổng thống Lý Đăng Huy đề xuất tại Đại hội Doanh nhân Đài Loan chủ trương "giới cấp dụng nhẫn" (không nóng vội), hạn chế giới doanh nghiệp Đài Loan đầu tư vào Trung Quốc đại lục. Năm 1997, Phúc Kiến thành lập khu thí điểm hợp tác nông nghiệp hai bờ eo biển tại Phúc Châu và Chương Châu. Tháng 5 năm 1999, Đại hội Đảng Dân tiến thông qua "Nghị quyết tiền đồ Đài Loan". Tháng 7 cùng năm, Tổng thống Lý Đăng Huy đề xuất "lưỡng quốc luận", chủ trương quan hệ giữa Đài Loan và Trung Quốc đại lục là "quốc gia và quốc gia", ít nhất là quan hệ đặc thù giữa hai quốc gia.

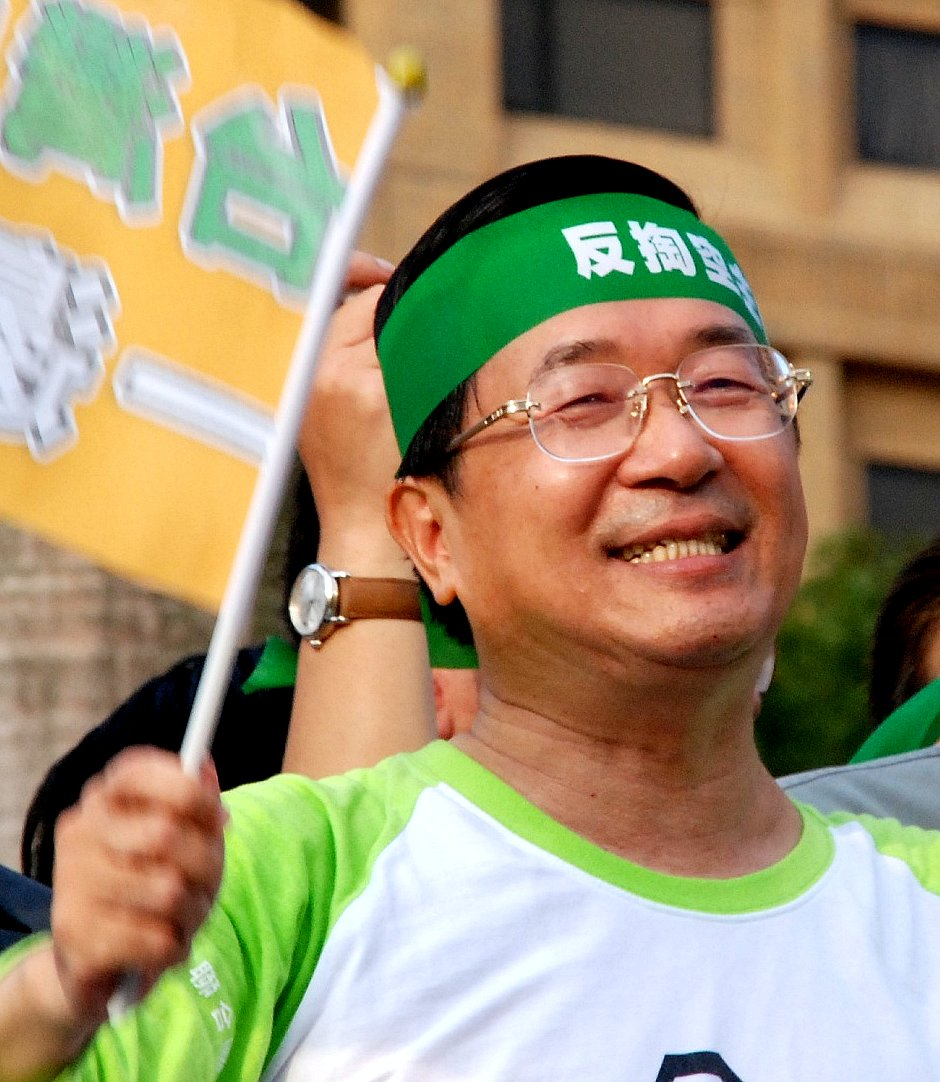
Ngày 25 tháng 10 năm 2008, cựu Tổng thống Trần Thủy Biển cầm cờ ghi cỡ "Đài Loan Trung Quốc, mỗi bên một nước" tham gia tuần hành.

Năm 2000, Đảng Dân tiến lần đầu tiên trở thành đảng cầm quyền tại Trung Hoa Dân Quốc, Trần Thủy Biển trong lễ nhậm chức đã đề xuất rằng chỉ cần Trung Quốc đại lục không có ý dùng vũ lực với Đài Loan, thì trong nhiệm kỳ của ông sẽ không tuyên bố độc lập, không đổi quốc hiệu, không xúc tiến đưa lưỡng quốc luận vào hiến pháp, không xúc tiến trưng cầu dân ý về thay đổi hiện trạng, và không có bãi bỏ cương lĩnh thống nhất quốc gia và Ủy ban Thống nhất Quốc gia, trong nhiệm kỳ của mình ông tiến hành một loạt phong trào bản địa hoá Đài Loan như "phi Trung Quốc hoá", "phi Tưởng hoá". Năm 2001, giữa Mã Tổ cùng Kim Môn và Mã Vĩ, Hạ Môn thực hiện khai thông về thương mại, hàng hoá và bưu chính. Năm 2001, Trần Thủy Biển khi sang thăm Guatemala có đề ra "chính sách năm không mới" về quan hệ hai bờ. Ngày 2 tháng 8 năm 2002, Trần Thủy Biển trong hội nghị của "Hội đồng hương Đài Loan Thế giới" đề xuất "mỗi bên một quốc gia", chỉ Đài Loan và Trung Quốc không thuộc cùng một quốc gia. Ngày 22 tháng 2 năm 2004, Trần Thủy Biển cho biết Trung Quốc đại lục có 496 tên lửa hướng về Đài Loan, sau mỗi sáu ngày thì có thêm một quả. Do đó, Đài Loan tiến hành phong trào triệu người tay cầm tay bảo vệ Đài Loan ngày 28 tháng 2, phản đối Trung Quốc triển khai tên lửa chĩa thẳng vào Đài Loan.
Tháng 3 năm 2005, Tổng thống Trần Thủy Biển nói với các nghị sĩ Nghị viện châu Âu và phóng viên rằng không thực hiện được việc đổi quốc hiệu Trung Hoa Dân Quốc thành nước Cộng hoà Đài Loan. Tổng bí thư Hồ Cẩm Đào liền phát biểu bốn "tuyệt đối không" đối với công tác Đài Loan, sau đó Đại hội Đại biểu Nhân dân Toàn quốc thông qua "Luật chống phân liệt quốc gia". Ngày 26 tháng 3, Đảng Dân tiến, Liên minh Đoàn kết Đài Loan và các tổ chức khác tiến hành tuần hành thể hiện kháng nghị. Tuy nhiên từ tháng 4 đến tháng 7, Chủ tịch Quốc dân đảng Liên Chiến, Chủ tịch Đảng Thân dân Tống Sở Du, Chủ tịch Tân Đảng Úc Mộ Minh lần lượt sang thăm Đại lục, hoà hoãn quan hệ hai bờ. Ngày 2 tháng 8 năm 2005, Trần Thủy Biển đề xuất thuyết bốn giai đoạn, tức "Trung Hoa Dân Quốc tại Đại lục, Trung Hoa Dân Quốc đến Đài Loan, Trung Hoa Dân Quốc tại Đài Loan, Trung Hoa Dân Quốc là Đài Loan". Bốn ngày sau, ông lại đề xuất "một nguyên tắc, ba kiên trì, năm phản đối" làm quy tắc xử lý vấn đề hai bờ. Năm 2006, Trần Thủy Biển tuyên bố "Cương lĩnh thống nhất quốc gia" không còn thích hợp để sử dụng, sang năm 2007 đề xuất "bốn cần một không", tức Đài Loan cần độc lập, Đài Loan cần chính danh, Đài Loan cần hiến pháp mới, Đài Loan cần phát triển; Đài Loan không có con đường tả hữu, chỉ có vấn đề thống nhất-độc lập, khiến Trung Quốc và đại lục và Hoa Kỳ phản ứng mạnh mẽ., tuy nhiên thương mại hai bờ vẫn tiếp tục phát triển. Trong năm 2008, "tiểu tam thông" vận chuyển được 974 nghìn lượt người.

### Gần đây

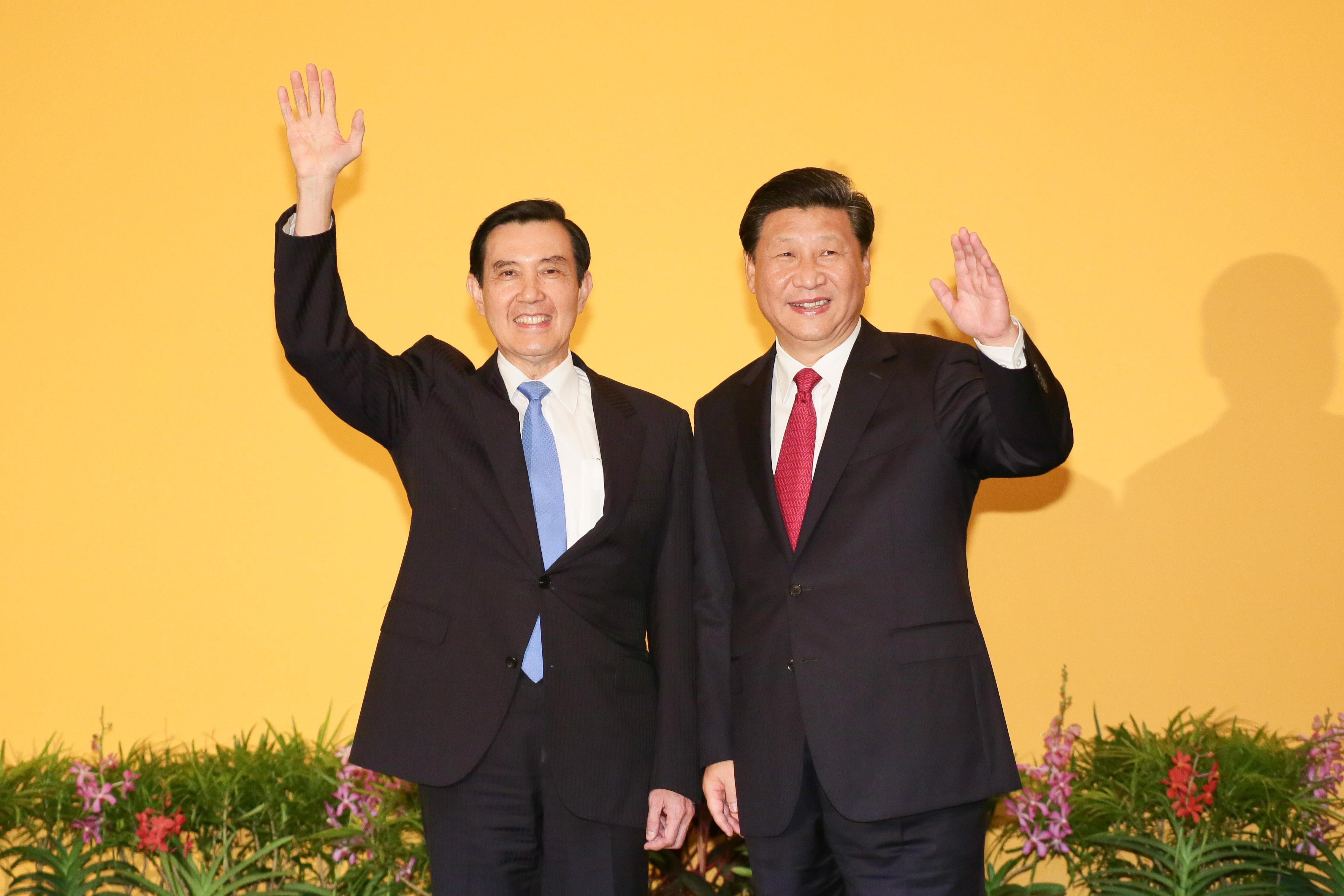
Ngày 7 tháng 11 năm 2015, nhà lãnh đạo hai bờ gặp mặt tại Singapore.

Ngày 22 tháng 3 năm 2008, Mã Anh Cửu chiến thắng trong bầu cử tổng thống, đến ngày 20 tháng 5 Quốc dân đảng quay lại nắm quyền, chủ trương "bất thống, bất độc, bất vũ", tức trong nhiệm kỳ của Mã Anh Cửu đảm bảo không xúc tiến hai bờ thống nhất, cũng không tuyên bố Đài Loan độc lập, giữa hai bờ không tiến hành chiến tranh quân sự. Tháng 10 và 11 cùng năm, phó hội trưởng và hội trưởng của Hiệp hội Quan hệ Hai bờ Eo biển sang thăm Đài Loan, bị dân chúng Đài Loan tấn công, bao vây. Ngày 31 tháng 12 cùng năm, Tổng bí thư Hồ Cẩm Đào trong dịp kỷ niệm 30 năm "thư gửi đồng bào Đài Loan" có đề xuất sáu điểm. Quan hệ hai bờ dựa trên cơ sở "Nhận thức chung 1992" không ngừng phát triển, hội quan hệ hai bờ của hai bên tiến hành 11 lần gặp mặt giữa các lãnh đạo, hai bờ lần lượt ký kết 23 thoả thuận và hai tuyên bố chung, trong đó bao gồm hiệp định kiến tạo hợp tác kinh tế hai bờ eo biển (ECFA), khởi động đường bay định kỳ trực tiếp giữa hai bờ, hai bờ hợp tác cùng tấn công tội phạm.
Năm 2014, Phong trào sinh viên Hoa Hướng Dương tại Đài Loan ngăn chặn động lực nhất thể hoá kinh tế hai bờ. Tháng 6 cùng năm. Thị trưởng Đài Nam Lại Thanh Đức thuộc Đảng Dân tiến khi sang thăm Trung Quốc đại lục có phát biểu rằng tương lai của Đài Loan do 23 triệu dân cùng quyết định. Văn phòng sự vụ Đài Loan của Đại lục đáp lại rằng vấn đề liên quan đến chủ quyền và toàn vẹn lãnh thổ của Trung Quốc do toàn dân Trung Quốc cùng quyết định, bao gồm đồng bào Đài Loan, đồng thời phản đối lập trường của thế lực Đài Loan độc lập không thay đổi. Cùng tháng, Chủ tịch Ủy ban sự vụ Đài Loan Trương Chí Quân sang Đài Loan, gặp mặt Chủ tịch Ủy ban Đại lục Vương Úc Kỳ, dẫn đến một loạt tranh luận và xung đột tại Đài Loan. Tháng 9, Văn phòng sự vụ Đài Loan mời hơn 20 đoàn thể Đài Loan thuộc phái thống nhất sang thăm Bắc Kinh, Tổng thư ký Tập Cận Bình bày tỏ lại rằng phương châm cơ bản của Đại lục trong giải quyết vấn đề Đài Loan là "thống nhất hoà bình, một quốc gia hai chế độ". Trước việc này, Viện trưởng Hành chính viện Giang Nghi Hoa biểu thị rằng Trung Hoa Dân Quốc luôn không chấp nhận chính sách một quốc gia hai chế độ, chủ trương của họ là duy trì hiện trạng trong khuôn khổ hiến pháp Trung Hoa Dân Quốc.. Trung Quốc đại lục liên tục đề xuất sách lược thống nhất mới. Ngày 7 tháng 11 năm 2015, nhà lãnh đạo tối cao của hai bờ eo biển là Tập Cận Bình và Mã Anh Cửu tiến hành gặp mặt tại Singapore, đây là lần gặp gỡ đầu tiên giữa nhà lãnh đạo tối cao hai bên từ sau khi chia tách chính trị vào năm 1949, hai bên trao đổi ý kiến về việc xúc tiến phát triển quan hệ hoà bình hai bờ.
Ngày 20 tháng 5 năm 2016, Thái Anh Văn thuộc Đảng Dân tiến nhậm chức tổng thống, bà chủ trương duy trì hiện trạng, song đồng thời không thừa nhận Nhận thức chung 1992, và nói chuyện điện thoại với Donald Trump sau khi ông đắc cử Tổng thống Hoa Kỳ. Trung Quốc đại lục không ngừng gây áp lực lên chính phủ của Thái Anh Văn, muốn Thái Anh Văn trở lại quỹ đạo Nhận thức chung 1992. Thái Anh Văn trong lễ kỷ niệm 30 năm thành lập Đảng Dân tiến có thư mở viết rằng phản đối áp lực của Trung Quốc đại lục, phát triển quan hệ với các quốc gia khác, thoát khỏi phụ thuộc và Trung Quốc. Đa số dân chúng Đài Loan một mặt bất mãn ước áp lực ngoại giao của Trung Quốc đại lục, một mặt bất mãn với thể hiện của Thái Anh Văn trong xử lý quan hệ hai bờ.

### Dân chứng
1. ↑  "四百年來的兩岸分合: 一個經貿史的回顧". 国立中央大学. 臺北: 自立晚報社文化出版部. 1994. ISBN 9575962885. Bản gốc lưu trữ ngày 1 tháng 12 năm 2017. Truy cập ngày 7 tháng 6 năm 2017. {{Chú thích web}}: Đã bỏ qua tham số không rõ |authors= (trợ giúp)
2. 1 2  汪大淵. 島夷志略  – qua Wikisource. 彭湖，地隸泉州晉江縣。至元間立巡檢司。琉球，其峙山極高峻，自彭湖望之甚近。海外諸國蓋由此始。
3. 1 2  "陳第〈東番記〉—十七世紀初臺灣西南地區的實地調查報告". 故宮文物月刊. Số 241. tháng 4 năm 2003. tr. 22-45. {{Chú thích tạp chí}}: Đã bỏ qua tham số không rõ |authors= (trợ giúp)
4. ↑  "国防部关于停止对大金门等岛屿炮击的声明（1979年1月）". 中国政府网. 中国台湾网. ngày 28 tháng 2 năm 2006. Truy cập ngày 31 tháng 5 năm 2017. {{Chú thích web}}: Đã bỏ qua tham số không rõ |authors= (trợ giúp)
5. ↑  "夏立言与台商座谈说明习马会是两岸史上最大突破". 印度尼西亞商報 Shangbao Indonesia. ngày 29 tháng 12 năm 2015. Bản gốc lưu trữ ngày 16 tháng 2 năm 2016. Truy cập ngày 25 tháng 7 năm 2018.
6. ↑  台湾行政院大陆委员会第277次委员会议报告.ngày 31 tháng 10 năm 2016
7. ↑  "《海峡两岸关系史》具有标志性意义的著作". 人民网. ngày 9 tháng 6 năm 2005. Bản gốc lưu trữ ngày 22 tháng 9 năm 2018. Truy cập ngày 28 tháng 5 năm 2017. {{Chú thích web}}: Đã bỏ qua tham số không rõ |authors= (trợ giúp)
8. ↑  "從兩岸關係的變遷探討兩岸關係的定位(上)" (PDF). 遠景基金會季刊. Quyển 4 số 4. tháng 10 năm 2003. Bản gốc (PDF) lưu trữ ngày 14 tháng 8 năm 2017. Truy cập ngày 29 tháng 5 năm 2017. {{Chú thích tạp chí}}: Đã bỏ qua tham số không rõ |authors= (trợ giúp)
9. 1 2 3 4  "兩岸關係史" (PDF). 新文京開發出版股份有限公司. Bản gốc (PDF) lưu trữ ngày 22 tháng 9 năm 2018. Truy cập ngày 28 tháng 5 năm 2017. {{Chú thích web}}: Đã bỏ qua tham số không rõ |authors= (trợ giúp)
10. ↑  "东吴的海外拓展和卫温、诸葛直从章安出使台湾考略". 中国古代史. Số 23. 1982. {{Chú thích tạp chí}}: Đã bỏ qua tham số không rõ |authors= (trợ giúp)
11. ↑  陳壽. "卷47" . 三國志 . 吳書·孫權傳 – qua Wikisource. 遣將軍衛溫、諸葛直將甲士萬人浮海求夷洲及亶洲。亶洲所在絕遠，卒不可得至，但得夷洲數千人還。
12. ↑  台灣文化誌 (bằng tiếng Trung). 1985. tr. 25–26. {{Chú thích sách}}: Đã bỏ qua tham số không rõ |authors= (trợ giúp)
13. ↑  台灣史事概說. 1954. {{Chú thích sách}}: Đã bỏ qua tham số không rõ |authors= (trợ giúp)
14. ↑  台灣地方史. 北京: 中國社會科學出版社. 1982. {{Chú thích sách}}: Đã bỏ qua tham số không rõ |authors= (trợ giúp)
15. ↑  "夷洲問題再辨析" (PDF). 参阅文稿. Số 41. ngày 8 tháng 8 năm 2013. Bản gốc (PDF) lưu trữ ngày 28 tháng 9 năm 2015. {{Chú thích tạp chí}}: Đã bỏ qua tham số không rõ |authors= (trợ giúp)
16. ↑  台灣人四百年史. ngày 1 tháng 7 năm 2014. ISBN 9789574316441. {{Chú thích sách}}: Đã bỏ qua tham số không rõ |authors= (trợ giúp)
17. ↑  "卷31" . 隋書 . 志第二十六 – qua Wikisource.
18. ↑  魏徵等 (2010). 《隋書》 (bằng tiếng Trung) . 臺北市: 臺灣商務印書館. ISBN 9789570524994. {{Chú thích sách}}: |ngày truy cập= cần |url= (trợ giúp)
19. ↑  "卷81" . 隋書 . 流求國 – qua Wikisource.
20. ↑  柏楊 (2005). 《中國人史綱》 (bằng tiếng Trung). 同心出版. tr. 170. ISBN 7-80716-121-3. Truy cập ngày 6 tháng 6 năm 2011.
21. ↑  "台湾林姓". 福建省情资料库. ngày 24 tháng 10 năm 2015. Bản gốc lưu trữ ngày 11 tháng 2 năm 2017. Truy cập ngày 12 tháng 10 năm 2016.
22. 1 2 3  連橫 (1918). "卷1" . 臺灣通史 . 開闢紀 – qua Wikisource.{{Chú thích}}:  Quản lý CS1: địa điểm thiếu nhà xuất bản (liên kết)
23. ↑  "台湾的根在福建" (PDF). 闽台关系史. 厦门大学历史系. Bản gốc (PDF) lưu trữ ngày 12 tháng 10 năm 2016. Truy cập ngày 11 tháng 10 năm 2016. {{Chú thích web}}: Đã bỏ qua tham số không rõ |authors= (trợ giúp)
24. ↑  趙汝適 (1225). "卷上" . 諸蕃志 . 毗舍耶 – qua Wikisource. 泉有海島曰彭湖，隸晉江縣。
25. ↑  "台湾历史". 中华人民共和国驻哥德堡总领事馆. Truy cập ngày 8 tháng 6 năm 2017.
26. ↑  "卷400" . 宋史 . 汪大猷 – qua Wikisource. 起知泉州。毗舍邪嚐掠海濱居民，歲遣戍防之，勞費不貲。大猷作屋二百區，遣將留屯。
27. ↑  "台湾的汪姓". 福建省情资料库. ngày 24 tháng 10 năm 2015. Bản gốc lưu trữ ngày 11 tháng 8 năm 2017. Truy cập ngày 1 tháng 6 năm 2017. {{Chú thích web}}: Đã bỏ qua tham số không rõ |authors= (trợ giúp)
28. ↑  林滿紅 1994, 摘要
29. ↑  "四、漢人到來". 台灣歷史圖說. Bản gốc lưu trữ ngày 21 tháng 8 năm 2018. Truy cập ngày 8 tháng 6 năm 2017.
30. ↑  福建古代经济史. 福建教育出版社. 1995年. tr. 335. 宋元时期台湾土著因缺铁而贵铁，大陆船至即竞将食物求易钉铁。 {{Chú thích sách}}: |ngày truy cập= cần |url= (trợ giúp); Đã bỏ qua tham số không rõ |authors= (trợ giúp)
31. ↑  劉寧顏, biên tập (1994). 重修台灣省通志. 臺北: 台灣省文獻委員會.
32. 1 2  "卷210" . 元史 . 琉求 – qua Wikisource. 彭湖诸岛与琉求相对。
33. ↑  屠薇君 2004, 第二章 中國歷代王朝對台灣的開發
34. ↑  東番記. 明朝. 永樂初，鄭內監航海諭諸夷，東番獨遠竄，不聽約，於是家貽一銅鈴，使頸之，蓋狗之也。至今猶傳為寶。 {{Chú thích sách}}: Kiểm tra giá trị ngày tháng trong: |date= (trợ giúp); Đã bỏ qua tham số không rõ |authors= (trợ giúp)
35. ↑  "卷一沿革". 台湾府志. 清康熙. 大井。明宣德间太监王三保到此，曾在此井取水，即今西定坊大井也。 {{Chú thích sách}}: Kiểm tra giá trị ngày tháng trong: |date= (trợ giúp); Đã bỏ qua tham số không rõ |authors= (trợ giúp)
36. ↑  "郑和下西洋与台湾". 东方收藏. Số 2011012. Bản gốc lưu trữ ngày 13 tháng 3 năm 2020. Truy cập ngày 25 tháng 7 năm 2018. {{Chú thích tạp chí}}: Đã bỏ qua tham số không rõ |authors= (trợ giúp)
37. ↑  "海盜林道乾遭明都督俞大猷追擊，逃來臺灣，匿跡打鼓山。". 台湾文学知识平台. 國立台灣文學館. Bản gốc lưu trữ ngày 5 tháng 3 năm 2019. Truy cập ngày 31 tháng 5 năm 2017.
38. ↑  台灣史小事典. 遠流出版. 2000. tr. 13. ISBN 9573241617. {{Chú thích sách}}: Đã bỏ qua tham số không rõ |authors= (trợ giúp)
39. ↑  "台湾——明代中国的海防要地". 中国新闻网. ngày 15 tháng 9 năm 2000. Truy cập ngày 6 tháng 6 năm 2017.
40. ↑  "明万历年间大将沈有容：被遗忘的收复台湾第一人". 凤凰网. ngày 27 tháng 4 năm 2010. Bản gốc lưu trữ ngày 12 tháng 8 năm 2019. Truy cập ngày 6 tháng 6 năm 2017. {{Chú thích web}}: Đã bỏ qua tham số không rõ |authors= (trợ giúp)
41. ↑  "历史上的收复台湾:1602年沈有容挥师入台灭倭寇". 新浪网. 中国台湾网. ngày 24 tháng 10 năm 2005. Truy cập ngày 5 tháng 6 năm 2017.
42. ↑  "全台第一碑沈有容諭退紅毛番韋麻郎等". 澎湖资讯网. 澎湖時報. ngày 19 tháng 7 năm 2006. Truy cập ngày 29 tháng 5 năm 2017.
43. 1 2  Wills, John E., Jr. (2006). "The Seventeenth-century Transformation: Taiwan under the Dutch and the Cheng Regime". Trong Rubinstein, Murray A. (biên tập). Taiwan: A New History. M.E. Sharpe. tr. 84–106. ISBN 978-0-7656-1495-7.{{Chú thích sách}}:  Quản lý CS1: nhiều tên: danh sách tác giả (liên kết)
44. ↑  周婉窈. "〈明清文獻中「臺灣非明版圖」例證〉" (pdf]). 《鄭欽仁教授榮退紀念論文集》. 臺北市: 稻鄉出版. tr. 267–293.
45. ↑  "彭文宇：历史上闽台家庭与家族交往". 华夏经纬. Bản gốc lưu trữ ngày 21 tháng 11 năm 2020. Truy cập ngày 20 tháng 10 năm 2016.
46. ↑  屠薇君 2004, 第三章 明朝前期海峽兩岸關係的曲折發展
47. ↑  西班牙人在臺灣（1626-1642）. 李毓中等译. 南投市: 國史館台灣文獻館. tháng 12 năm 2006. tr. 36. ISBN 986007769X. Bản gốc lưu trữ ngày 5 tháng 3 năm 2019. Truy cập ngày 25 tháng 7 năm 2018. {{Chú thích sách}}: Đã bỏ qua tham số không rõ |authors= (trợ giúp)Quản lý CS1: khác (liên kết)
48. ↑  福爾摩沙如何變成臺灣府?. 遠流. ngày 7 tháng 3 năm 2007. tr. 172. ISBN 9789573259404. {{Chú thích sách}}: Đã bỏ qua tham số không rõ |authors= (trợ giúp)
49. ↑  程紹剛譯，荷蘭人在福爾摩沙，聯經出版，2000年
50. ↑  馬德茂, 鄭保國 & 張鵬程 2004, tr. 139
51. ↑  黃昭堂 〈第二次大戰前台灣人意識的探討〉《台灣淪陷論文集》，台北：財團法人現代學術研究基金會，頁82
52. ↑  Johannes Huber原著，林偉盛譯，〈中國移民對抗東印度公司：1652年的郭懷一事件〉《臺灣文獻》第53卷3期，頁119
53. ↑  張廷玉. "卷323" . 明史 . 列傳第二百一十一 外國四 – qua Wikisource.
54. ↑  海洋與殖民地臺灣論集. 聯經出版事業公司. ngày 23 tháng 3 năm 2012. tr. 151–152. ISBN 9570839554. {{Chú thích sách}}: Đã bỏ qua tham số không rõ |authors= (trợ giúp)
55. ↑  臺灣史. 吳文星. 台湾: 五南圖書出版股份有限公司. 2002. tr. 52. ISBN 9571127388. {{Chú thích sách}}: Đã bỏ qua tham số không rõ |authors= (trợ giúp)Quản lý CS1: khác (liên kết)
56. ↑  陳錦昌，2004，《鄭成功的台灣時代》，p.053-073。台北：向日葵文化。
57. 1 2  馬德茂, 鄭保國 & 張鵬程 2004, 第四章 鄭成功收復台灣與清朝的統一
58. ↑  《先王實錄》：「承天府安平鎮，本藩暫建都於此，文武各官及總鎮大小將領家眷暫住於此。」
59. ↑  "末代王孙朱術桂". 穿梭府城今昔. 台南市政府. 2009. tr. 64. ISBN 9789868531635. Bản gốc lưu trữ ngày 13 tháng 5 năm 2021. Truy cập ngày 30 tháng 12 năm 2021. {{Chú thích sách}}: Đã bỏ qua tham số không rõ |authors= (trợ giúp)
60. ↑  "明郑王朝". 讲历史. Bản gốc lưu trữ ngày 29 tháng 6 năm 2017. Truy cập ngày 12 tháng 7 năm 2017.
61. ↑  林珮瑩 (2011). "臺南孔廟的研究". 國立成功大學中國文學系碩博士班碩士論文. 臺南市: 國立成功大學. {{Chú thích tạp chí}}: |ngày truy cập= cần |url= (trợ giúp)
62. 1 2  連橫 (1918). "卷2" . 臺灣通史 . 建國紀 – qua Wikisource.{{Chú thích}}:  Quản lý CS1: địa điểm thiếu nhà xuất bản (liên kết)
63. ↑  宋貴龍 (2008). "鄭氏王朝及其對台灣的統治". 國立中山大學中山學術研究所碩士論文. 高雄市: 國立中山大學. {{Chú thích tạp chí}}: |ngày truy cập= cần |url= (trợ giúp)
64. ↑  "1683年康熙帝和平统一海峡两岸". 新浪网. 中国台湾网. ngày 24 tháng 10 năm 2005. Truy cập ngày 5 tháng 6 năm 2017.
65. ↑  王泰升; 薛化元; 黃世杰 (ngày 17 tháng 7 năm 2015). 追尋臺灣法律的足跡: 事件百選與法律史研究 (bằng tiếng Trung). 台灣五南圖書出版股份有限公司. ISBN 9789571178615.
66. 1 2 3  闽台缘与闽南凤: 闽台关系, 闽台社会与闽南文化研究. 福建教育出版社. 2006. Truy cập ngày 11 tháng 10 năm 2016. {{Chú thích sách}}: Đã bỏ qua tham số không rõ |authors= (trợ giúp)
67. ↑  周璽《彰化縣志》卷六·田賦志·番丁
68. ↑  國立故宮博物院《宮中檔雍正朝奏摺》二十輯
69. ↑  "從漁獵到現代化". Bản gốc lưu trữ ngày 30 tháng 11 năm 2016. Truy cập ngày 13 tháng 10 năm 2016.
70. ↑  "西皮福祿之爭". Bản gốc lưu trữ ngày 18 tháng 12 năm 2017. Truy cập ngày 30 tháng 5 năm 2017.
71. ↑  "移民臺灣：臺灣移民歷史的考察". 台湾月刊. 台湾省政府. 2008年8月. Bản gốc lưu trữ ngày 29 tháng 9 năm 2016. Truy cập ngày 12 tháng 10 năm 2016. {{Chú thích web}}: Kiểm tra giá trị ngày tháng trong: |date= (trợ giúp); Đã bỏ qua tham số không rõ |authors= (trợ giúp)
72. ↑  "第八篇3.是是非非李鸿章". 这样读史更有趣. 中国城市出版社. ngày 1 tháng 5 năm 2007. ISBN 9787507418552. {{Chú thích sách}}: Đã bỏ qua tham số không rõ |authors= (trợ giúp)
73. ↑  近代中國外交的巨變——外交制度與中外關係變化的研究. 香港: 商務出版社. 1991. ISBN 9789570503968. {{Chú thích sách}}: Đã bỏ qua tham số không rõ |authors= (trợ giúp)
74. ↑  林君成 (2007). "十九世紀中國的禦侮戰爭－以中法戰爭臺灣戰役（1883-1885）為論述中心". 中國文化大學史學研究所博士論文. 臺北市: 中國文化大學. {{Chú thích tạp chí}}: |ngày truy cập= cần |url= (trợ giúp)
75. ↑  "台防紧要请移福建巡抚驻台镇摄折（1885年7月29日）". 追学网. ngày 24 tháng 10 năm 2015. Bản gốc lưu trữ ngày 5 tháng 3 năm 2019. Truy cập ngày 29 tháng 5 năm 2017.
76. ↑  劉寧顏 編：《重修臺灣省通志》，臺北市；臺灣省文獻委員會，1994年。
77. ↑  "卷416" . 清史稿 . 卷四百十六 劉銘傳 – qua Wikisource.
78. ↑  馬德茂, 鄭保國 & 張鵬程 2004, tr. 194, 台湾建省与刘铭传"理番"
79. ↑  顧瑞鈴 (2008). "劉銘傳新政之研究". 銘傳大學應用中國文學系碩士在職專班碩士論文. 桃園縣: 銘傳大學. {{Chú thích tạp chí}}: |ngày truy cập= cần |url= (trợ giúp)
80. ↑  王育德 (1979). 《臺灣：苦悶的歷史》 (bằng tiếng Nhật) . 東京都: 臺灣青年社. tr. 107. {{Chú thích sách}}: |ngày truy cập= cần |url= (trợ giúp)
81. ↑  日本帝國主義下之臺灣. 林明德. 財團法人吳三連台灣史料基金會. ngày 10 tháng 12 năm 2014. ISBN 9789868973749. {{Chú thích sách}}: Đã bỏ qua tham số không rõ |authors= (trợ giúp)Quản lý CS1: khác (liên kết)
82. ↑  "日治時期臺灣總督府對福建鐵路的規劃與佈局（1898-1912）" (PDF). 《史匯》. Số 第十期. 國立中央大學歷史研究所. 2006年9月. tr. 1页. 日人領臺後不久隨即以臺灣為基地，展開對福建的侵略 {{Chú thích tạp chí}}: Kiểm tra giá trị ngày tháng trong: |date= (trợ giúp); Đã bỏ qua tham số không rõ |authors= (trợ giúp)
83. ↑  梁華璜 2001
84. ↑  "略论日据时期台湾总督府对厦门的新闻殖民活动". 中国青年政治学院学报. Số 第1期. 2010年. tr. 125. Bản gốc lưu trữ ngày 21 tháng 10 năm 2016. Truy cập ngày 20 tháng 10 năm 2016. {{Chú thích tạp chí}}: Đã bỏ qua tham số không rõ |authors= (trợ giúp)
85. ↑  "1900年美國報紙頭版的"廈門事件" 究竟發生了什麼事". 人民网. 1900年美國報紙頭版的"廈門事件" 究竟發生了什麼事. 2016年3月21日. Bản gốc lưu trữ ngày 20 tháng 10 năm 2016. Truy cập ngày 20 tháng 10 năm 2016. {{Chú thích web}}: Kiểm tra giá trị ngày tháng trong: |date= (trợ giúp)
86. ↑  莊永明. 臺灣百人傳. ISBN 9571333271.
87. ↑  曾郁明 (2006). "巨變與衝擊:論社會主義思潮對台灣左翼運動的影響(以1920~1937年論述)". 國立臺灣師範大學政治學研究所碩士論文. 臺北市: 國立臺灣師範大學. {{Chú thích tạp chí}}: |ngày truy cập= cần |url= (trợ giúp)
88. ↑  民國文學與文化研究　第二輯. 張堂錡. 2016年6月1日. tr. 250. Truy cập ngày 24 tháng 10 năm 2016. {{Chú thích sách}}: Kiểm tra giá trị ngày tháng trong: |date= (trợ giúp); Đã bỏ qua tham số không rõ |authors= (trợ giúp)Quản lý CS1: khác (liên kết)
89. ↑  馬德茂, 鄭保國 & 張鵬程 2004, 第七章 從五四運動到台灣光復期間海峽兩岸革命情結
90. ↑  台灣義勇隊: 台灣抗日團體在大陸的活動, 1937-1945. 五南圖書出版股份有限公司. ISBN 9867332792. {{Chú thích sách}}: Đã bỏ qua tham số không rõ |authors= (trợ giúp)
91. ↑  "敵機來襲！──中美盟軍轟炸臺灣的歷史全記錄". Story Studio Inc. ngày 25 tháng 12 năm 2015. Bản gốc lưu trữ ngày 22 tháng 9 năm 2018. Truy cập ngày 29 tháng 5 năm 2017. {{Chú thích web}}: Đã bỏ qua tham số không rõ |authors= (trợ giúp)
92. ↑  國民政府對日本宣戰布告 . ngày 9 tháng 12 năm 1941 – qua Wikisource. 所有一切條約、協定、合同，有涉及中、日間之關係者，一律廢止。
93. ↑  "中美混合團成立70週年紀念特展－空襲日軍駐新竹基地（民國32年11月25日）". 国军历史文物馆. 國防部. ngày 31 tháng 3 năm 2014. Truy cập ngày 29 tháng 5 năm 2017.
94. ↑  開羅宣言 . ngày 1 tháng 12 năm 1943 – qua Wikisource. all the territories Japan has stolen from the Chinese, such as Manchuria, Formosa, and The Pescadores, shall be restored to the Republic of China.
95. ↑  中美英三國促令日本投降之波茨坦公告 . ngày 26 tháng 7 năm 1945 – qua Wikisource. (8) The terms of the Cairo Declaration shall be carried out and Japanese sovereignty shall be limited to the islands of Honshu, Hokkaido, Kyushu, Shikoku and such minor islands as we determine.
96. ↑  降伏文書 . ngày 2 tháng 9 năm 1945 – qua Wikisource. 茲接受美、中、英三國政府首領於一九四五年七月二十六日在波茨坦所發表，其後又經蘇維埃社會主義共和國聯邦所加入之公告所列舉之條款。中英美蘇四國在此文件中將被稱為盟邦。
97. ↑  日本读卖新闻社, biên tập (1992). 天皇和日本投降. 档案出版社. ISBN 9787800193330. Bản gốc lưu trữ ngày 22 tháng 4 năm 2017. Truy cập ngày 25 tháng 7 năm 2018. {{Chú thích sách}}: Đã bỏ qua tham số không rõ |authors= (trợ giúp)
98. ↑  馬德茂, 鄭保國 & 張鵬程 2004, 第九章 台灣回歸祖國與國民政府對台灣的治理
99. ↑  "關於「臺灣主權未定論」之答客問". 中華民國外交部. ngày 27 tháng 8 năm 2015. Truy cập ngày 13 tháng 6 năm 2017.
100. ↑  徐熙光 (1995年10月). 國際法與國際事務論叢. 臺北市: 臺灣商務印書館. ISBN 9570506997. {{Chú thích sách}}: Kiểm tra giá trị ngày tháng trong: |date= (trợ giúp)
101. 1 2  湯熙勇 (2005年6月). "恢復國籍的爭議：戰後旅外臺灣人的復籍問題(1945-47)" (pdf). 人文及社會科學集刊. Quyển 17 số 2. 中央研究院人文社會科學研究中心. tr. 393–437. ISSN 1018-189X. {{Chú thích tạp chí}}: Kiểm tra giá trị ngày tháng trong: |date= (trợ giúp)
102. ↑  Department of State (1971). Foreign Relations of the United States, 1946 (bằng tiếng Anh). Quyển VIII, The Far East. Washington, D.C.: United States Government Printing Office. tr. pp. 358–359.
103. ↑  何義麟 (2002年2月). 戰後台灣人之國籍變更與國家認同──以澀谷事件之考察為中心 (PDF) (Báo cáo). 臺北市: 財團法人交流協會. tr. 第6, 11頁. Bản gốc (PDF) lưu trữ ngày 16 tháng 10 năm 2016. Truy cập ngày 25 tháng 7 năm 2018. {{Chú thích báo cáo}}: Kiểm tra giá trị ngày tháng trong: |date= (trợ giúp)
104. ↑  1949大撤退. 聯經出版事業公司. ngày 24 tháng 8 năm 2009. ISBN 957083451X. {{Chú thích sách}}: Đã bỏ qua tham số không rõ |authors= (trợ giúp)
105. ↑  《文史參考》2011年第22期. 寶島眷村背后的國共恩仇. 人民日報社.{{Chú thích sách}}:  Quản lý CS1: tên số: danh sách tác giả (liên kết)
106. ↑  ""一定要解放台湾"". 人民网. Truy cập ngày 12 tháng 12 năm 2016.
107. ↑  ""八二三炮战"". 深圳市人民政府台湾事务办公室. ngày 12 tháng 10 năm 2016. Bản gốc lưu trữ ngày 19 tháng 6 năm 2017. Truy cập ngày 8 tháng 6 năm 2017.
108. ↑  解密中国外交档案. 中国档案出版社. ngày 23 tháng 6 năm 2010. Bản gốc lưu trữ ngày 8 tháng 6 năm 2017. Truy cập ngày 8 tháng 6 năm 2017. {{Chú thích sách}}: Đã bỏ qua tham số không rõ |authors= (trợ giúp)
109. ↑  Statement by the President on the Situation in Korea, Truman library, ngày 27 tháng 6 năm 1950, Bản gốc lưu trữ ngày 9 tháng 11 năm 2014, truy cập ngày 25 tháng 7 năm 2018
110. ↑  伍修权 (ngày 28 tháng 11 năm 1950). 伍修权在联合国安全理事会上控诉美国武装侵略中国领土台湾的发言  – qua Wikisource.
111. ↑  聯合國安全理事會正式紀錄 第七十二號 第五三0次會議. 紐約]]發拉星草場: 聯合國安全理事會. ngày 30 tháng 11 năm 1950. Truy cập ngày 24 tháng 8 năm 2015.
112. ↑  舊金山和平條約 . ngày 8 tháng 9 năm 1951 – qua Wikisource.
113. ↑  中華民國與日本國間和平條約 . ngày 28 tháng 4 năm 1952 – qua Wikisource.
114. ↑  "韩战中美国第七舰队与中国". 华夏快递. 2003. Truy cập ngày 8 tháng 6 năm 2017. {{Chú thích web}}: Đã bỏ qua tham số không rõ |authors= (trợ giúp)
115. ↑  "暗杀周恩来："克什米尔公主号"事件始末". 观察者. 解密中国外交档案. ngày 11 tháng 4 năm 2013. Truy cập ngày 12 tháng 7 năm 2017. {{Chú thích web}}: Đã bỏ qua tham số không rõ |authors= (trợ giúp)
116. ↑  全國政協文史資料委員會編：《文史資料選輯》第140輯. 北京: 中國文史出版社. tháng 2 năm 2000. ISBN 978-7-5034-1065-9.
117. ↑  毛泽东 (ngày 6 tháng 10 năm 1958). 中华人民共和国国防部告台湾同胞书  – qua Wikisource. 为了人道主义，从十月六日起，暂以七天为期，停止炮击，你们可以充分地自由地输送供应品，但以没有美国人护航为条件。
118. ↑  "海峡两岸关系六十年(三)". 中国和平统一促进会. 统一论坛. ngày 23 tháng 6 năm 2015. Truy cập ngày 6 tháng 6 năm 2017. {{Chú thích web}}: Đã bỏ qua tham số không rõ |authors= (trợ giúp)
119. ↑  "從"一綱四目"到"一國兩制"". 人民網. 人民政協報. ngày 13 tháng 9 năm 2012. Truy cập ngày 12 tháng 7 năm 2017. {{Chú thích web}}: Đã bỏ qua tham số không rõ |authors= (trợ giúp)
120. ↑  中华人民共和国和美利坚合众国联合公报 (1972年) . ngày 26 tháng 2 năm 1972 – qua Wikisource. 美国方面声明：美国认识到，在台湾海峡两边的所有中国人都认为只有一个中国，台湾是中国的一部分。英文版：The US side declared: The United States acknowledges that all Chinese on either side of the Taiwan Strait maintain there is but one China and that Taiwan is a part of China.
121. ↑  中华人民共和国政府和日本国政府联合声明 . ngày 29 tháng 9 năm 1972 – qua Wikisource. 中华人民共和国政府重申：台湾是中华人民共和国领土不可分割的一部分。日本国政府充分理解和尊重中国政府的这一立场，并坚持遵循波茨坦公告第八条的立场。
122. ↑  中华人民共和国和美利坚合众国关于建立外交关系的联合公报 . ngày 1 tháng 1 năm 1979 – qua Wikisource. 美利坚合众国政府承认中国的立场，即只有一个中国，台湾是中国的一部分。The Government of the United States of America acknowledges the Chinese position that there is but one China and Taiwan is part of China.
123. 1 2 3  "福建在海峡两岸关系中扮演的角色" (PDF). 东亚论文. 2010年2月1日. Truy cập ngày 11 tháng 10 năm 2016. {{Chú thích web}}: Kiểm tra giá trị ngày tháng trong: |date= (trợ giúp); Đã bỏ qua tham số không rõ |authors= (trợ giúp)
124. 1 2  "從兩岸關係的變遷探討兩岸關係的定位（下）" (PDF). 遠景基金會季刊. Quyển 5 số 1. tháng 1 năm 2004. tr. 99–100. Bản gốc (PDF) lưu trữ ngày 5 tháng 3 năm 2019. Truy cập ngày 29 tháng 5 năm 2017. {{Chú thích tạp chí}}: Đã bỏ qua tham số không rõ |authors= (trợ giúp)
125. ↑  許雪姬 (2004). 《臺灣歷史辭典》. 臺北: 遠流出版. tr. 64－65. ISBN 9570174293.
126. ↑  "新中国三十年第一程——记眉山轮首航台湾海峡" (bằng tiếng Trung). 中远航运宣传网. ngày 28 tháng 3 năm 2011. Bản gốc lưu trữ ngày 22 tháng 9 năm 2018. Truy cập ngày 12 tháng 3 năm 2017.
127. ↑  "廖承志致蒋经国先生信". 中央政府门户网站. 新华社. ngày 24 tháng 7 năm 1982. Truy cập ngày 13 tháng 6 năm 2017. {{Chú thích web}}: Đã bỏ qua tham số không rõ |authors= (trợ giúp)
128. ↑  周美華、蕭李居編，《蔣經國書信集——與宋美齡往來函電》下，台北「國史館」出版，2009年，第278-284頁
129. ↑  "臺灣地區與大陸地區人民關係條例". 全国法规资料库. ngày 17 tháng 6 năm 2015. Truy cập ngày 3 tháng 7 năm 2017. 臺灣地區：指臺灣、澎湖、金門、馬祖及政府統治權所及之其他地區。大陸地區：指臺灣地區以外之中華民國領土。
130. ↑  "歷次會談總覽". 财团法人海峡交流基金会. Truy cập ngày 8 tháng 6 năm 2017.
131. ↑  "两岸对话与商谈一览表". 海峡两岸关系协会. 国台办. ngày 5 tháng 6 năm 2008. Truy cập ngày 8 tháng 6 năm 2017.
132. ↑  "辜汪會晤". 财团法人海峡交流基金会. Truy cập ngày 8 tháng 6 năm 2017.
133. ↑  "江八點與李六條對照表". 新國會政策研究中心. ngày 10 tháng 4 năm 1996. Truy cập ngày 8 tháng 6 năm 2017.
134. ↑  陈玲 (ngày 23 tháng 10 năm 2008). "从"千岛湖事件"与"闽平渔事件"的比较看两岸对和平统一的诚意". 民革中央. 中国国民党革命委员会中央委员会. Bản gốc lưu trữ ngày 15 tháng 10 năm 2013. Truy cập ngày 14 tháng 6 năm 2012.
135. ↑  "國家定位 李前總統︰ROC在台灣". TVBS. ngày 21 tháng 12 năm 2003. Truy cập ngày 8 tháng 6 năm 2017. {{Chú thích web}}: Đã bỏ qua tham số không rõ |authors= (trợ giúp)
136. ↑  第三屆全國經營者大會演講全文
137. ↑  "民进党党纲" (PDF). 民主进步党官方网站. Bản gốc (PDF) lưu trữ 2017年1月12日. Truy cập ngày 1 tháng 6 năm 2017. {{Chú thích web}}: Kiểm tra giá trị ngày tháng trong: |archive-date= (trợ giúp)
138. ↑  邵宗海 2001, 五二○演說
139. ↑  "（二）台湾"去中国化"". 為人民服務: 兩岸制度競爭的核心. 秀威出版. 2011. tr. 155–158. ISBN 9862217359. {{Chú thích sách}}: Đã bỏ qua tham số không rõ |authors= (trợ giúp)
140. ↑  褚钰泉, biên tập (2014). "蒋介石在当今的台湾". 悦读MOOK（第三十七卷）. 二十一世纪出版社. tr. 179. ISBN 753918826X. {{Chú thích sách}}: Đã bỏ qua tham số không rõ |authors= (trợ giúp)
141. ↑  "2001年5月："新五不"政策". 華夏經緯網. ngày 5 tháng 8 năm 2002. Bản gốc lưu trữ ngày 21 tháng 8 năm 2018. Truy cập ngày 29 tháng 5 năm 2017.
142. ↑  "陈水扁称大陆496颗导弹对准台湾 每6天增加1颗". 新浪网. 华夏经纬网. ngày 23 tháng 2 năm 2004. Truy cập ngày 8 tháng 6 năm 2017.
143. ↑  "和平反飛彈 二二八全台「發聲」". 自由新闻网. ngày 26 tháng 2 năm 2004. Truy cập ngày 8 tháng 6 năm 2017. {{Chú thích web}}: Đã bỏ qua tham số không rõ |authors= (trợ giúp)
144. ↑  "總統晚上透過視訊會議與歐洲議會議員及新聞媒體進行對話". 中華民國總統府新聞稿. ngày 1 tháng 3 năm 2005. Truy cập ngày 7 tháng 6 năm 2017. 我必須要坦誠，我不能夠騙自己，我也不能夠騙別人。我做不到，我就是做不到。在我的任期之內，要把我叫的國號改為台灣共和國，我做不到。我也相信，李登輝前總統在他的12年總統任期內，他也沒有做到；縱使今天總統給他做，他也做不到。
145. ↑  "「326遊行」充分反映臺灣人民愛和平、反暴力之心聲". 中華民國行政院大陸委員會]]官网. ngày 26 tháng 3 năm 2005. Truy cập ngày 7 tháng 6 năm 2017. 「326民主、和平、護台灣」遊行活動是台灣人民自發性的行動。
146. ↑  "连战：05年破冰之旅由胡锦涛促成，不愿提及马习会". 美国之音. ngày 13 tháng 11 năm 2013. Truy cập ngày 24 tháng 7 năm 2017. 连战因在促进两岸关系的改善方面做出的杰出贡献，获颁终身成就大奖。 {{Chú thích web}}: Đã bỏ qua tham số không rõ |authors= (trợ giúp)
147. ↑  "2005年5月12日 胡锦涛和宋楚瑜在北京举行正式会谈". 中国共产党新闻. Truy cập ngày 24 tháng 7 năm 2017. 胡锦涛指出，台海紧张局势出现了某些缓和的迹象。
148. ↑  國家統一委員會設置要點(點選開啟法規查詢)
149. ↑  "護照九月起加註Taiwan". 苹果日报. ngày 13 tháng 6 năm 2003. Truy cập ngày 9 tháng 6 năm 2017. {{Chú thích web}}: Đã bỏ qua tham số không rõ |authors= (trợ giúp)
150. ↑  "美中如何看待陳水扁「四要一沒有」". 中評社. ngày 12 tháng 4 năm 2007. Truy cập ngày 8 tháng 6 năm 2017. {{Chú thích báo}}: Đã bỏ qua tham số không rõ |authors= (trợ giúp)
151. ↑  兩岸談判與協商—從白手套到官方接觸再到？. 唐山出版社. ngày 30 tháng 8 năm 2016. ISBN 9789863071273. Truy cập ngày 29 tháng 5 năm 2017. {{Chú thích sách}}: Đã bỏ qua tham số không rõ |authors= (trợ giúp)
152. ↑  "两岸新青年－陆方要倾听台湾民眾心声". 中时电子报. ngày 15 tháng 2 năm 2016. Truy cập ngày 1 tháng 6 năm 2017. {{Chú thích web}}: Đã bỏ qua tham số không rõ |authors= (trợ giúp)
153. ↑  "「台灣未來由台灣2300萬人民決定」". BBC中文网. ngày 11 tháng 6 năm 2014. Truy cập ngày 24 tháng 7 năm 2017. {{Chú thích web}}: Đã bỏ qua tham số không rõ |authors= (trợ giúp)
154. ↑  "習近平晤台灣統派　重申一國兩制方針". BBC中文网. ngày 26 tháng 9 năm 2014. Truy cập ngày 13 tháng 6 năm 2017.
155. ↑  "江揆：中華民國是主權獨立國家，不接受一國兩制". 2014-09-26. 新聞傳播處. Truy cập ngày 13 tháng 6 năm 2017.
156. ↑  "「台車入閩」陸委會拒評方案". 中新社. 東方日報. ngày 11 tháng 1 năm 2015. Truy cập ngày 29 tháng 5 năm 2017.
157. ↑  "卡式台胞證上路在台引起抗議". BBC中文网. ngày 23 tháng 9 năm 2015. Truy cập ngày 14 tháng 6 năm 2017. {{Chú thích web}}: Đã bỏ qua tham số không rõ |authors= (trợ giúp)
158. ↑  "馬總統與大陸領導人習近平在新加坡會面，雙方將共同努力持續鞏固臺海和平及維護兩岸人民福祉". Truy cập ngày 23 tháng 5 năm 2017.
159. ↑  ""习马会"第一句话说啥？双方打什么颜色领带？晚饭吃啥？". 央视新闻. 2015年11月7日. Truy cập 2015年11月7日. {{Chú thích báo}}: Kiểm tra giá trị ngày tháng trong: |access-date= và |date= (trợ giúp)
160. ↑  Lee, Shu-hua; Chang, S.C. "President Ma to meet China's Xi in Singapore Saturday (update)". 中央通讯社英文新闻网. Bản gốc lưu trữ ngày 7 tháng 11 năm 2015. Truy cập ngày 25 tháng 7 năm 2018.
161. ↑  邓鸿伟 (ngày 4 tháng 11 năm 2015). "两岸领导人习近平、马英九将在新加坡会面". Gwytb.gov.cn. Truy cập ngày 23 tháng 5 năm 2017.
162. ↑  "蔡英文：大陆施压不会双赢". 联合早报. ngày 8 tháng 10 năm 2016. Truy cập ngày 29 tháng 5 năm 2017.
163. ↑  "大陸施壓信曝光：「中國台灣省」不應參與WHA". 香港經濟日報. ngày 22 tháng 5 năm 2017. Truy cập ngày 29 tháng 5 năm 2017.
164. ↑  "2017台湾前瞻——两岸关系篇". 新华网. ngày 3 tháng 1 năm 2017. Truy cập ngày 29 tháng 5 năm 2017.
165. ↑  "蔡英文：力抗中国压力 发展其他关系". BBC中文网. ngày 29 tháng 9 năm 2016. Truy cập ngày 29 tháng 5 năm 2017.
166. ↑  "綠智庫民調：八成民眾不滿中國打壓台灣參與WHA". 蘋果日報. ngày 21 tháng 4 năm 2017. Truy cập ngày 12 tháng 7 năm 2017.
167. ↑  "台民调：58%民众不满蔡英文处理两岸关系". 美国之音. ngày 27 tháng 6 năm 2017. Truy cập ngày 3 tháng 7 năm 2017. {{Chú thích web}}: Đã bỏ qua tham số không rõ |authors= (trợ giúp)